# Grand Palais (Paris)
Pour les articles homonymes, voir Grand Palais.
Le grand palais des Beaux-Arts, souvent appelé simplement Grand Palais, est un monument parisien situé en bordure des Champs-Élysées, face au Petit Palais, dont il est séparé par l'avenue Winston-Churchill, dans le 8e arrondissement. Ses 77 000 m2 abritent régulièrement salons et expositions.

## Historique

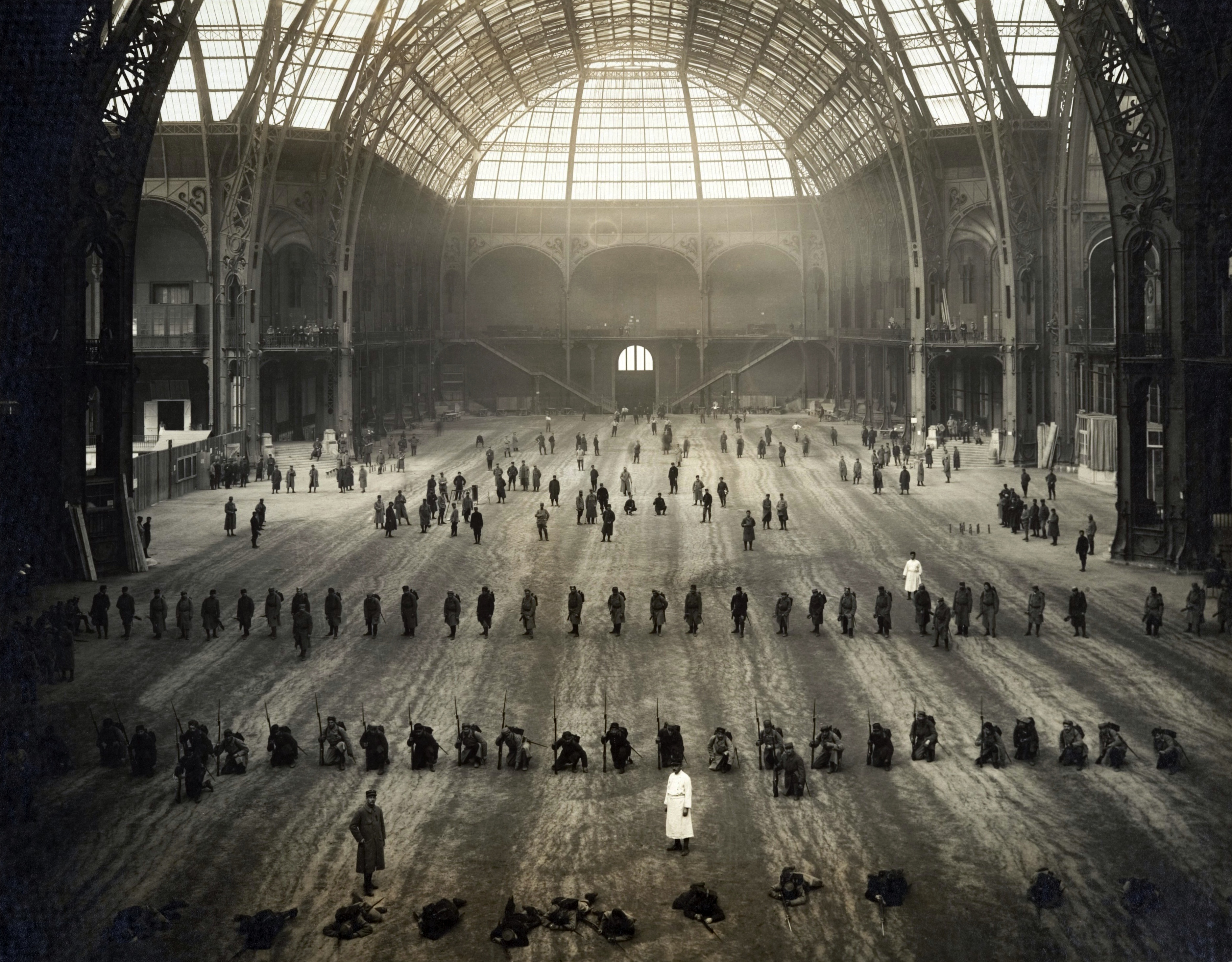
Le Grand Palais pendant la Première Guerre mondiale.

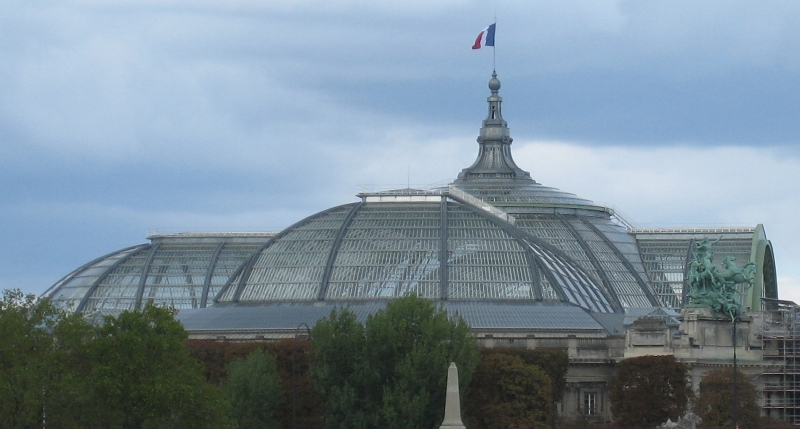
Verrière du Grand Palais, restaurée en 2004.

Le « Grand Palais des Beaux-Arts » est édifié à Paris à partir de 1897, pour l'exposition universelle prévue du 15 avril au 12 novembre 1900, en lieu et place du vaste mais inconfortable palais de l'Industrie de 1855.
« Monument consacré par la République à la gloire de l’art français », comme l'indique le fronton de l’aile ouest (palais d'Antin), sa vocation originelle consiste à accueillir les grandes manifestations artistiques officielles de la capitale.
Dans les années 1960, Le Corbusier souhaite la démolition du Grand Palais pour y implanter à la place le musée d'Art du XXe siècle dont André Malraux lui a confié la réalisation. La mort de l'architecte, le 27 août 1965, met fin au projet.
Par arrêté du 12 juin 1975, la nef est classée au titre des monuments historiques. Un nouvel arrêté du 6 novembre 2000, protège le Grand Palais dans sa totalité.

### Le concours d'idées
L'établissement d'un programme est rédigé et l'organisation d'un concours d'idées entre architectes est décidée par arrêté du 22 avril 1896. Contrairement à ce qui avait été prévu pour le palais du Trocadéro ou encore l'opéra Garnier, il n'est pas envisagé que la compétition soit internationale. Le concours ne s'adresse, ici, qu'aux seuls architectes de nationalité française.

### Les architectes lauréats
Après une suite d'épreuves très disputées, de péripéties et un âpre débat au sein des représentants des autorités, de la presse et du grand public, les architectes Henri Deglane, Albert Louvet, Albert-Félix-Théophile Thomas et Charles Girault ne peuvent être départagés et sont choisis pour réaliser une synthèse de leurs propositions respectives et faire œuvre commune.

#### Partie principale du Grand Palais
Henri Deglane est chargé des nefs nord et sud de la grande nef et de sa partie transversale dénommée « paddock », des façades et décors qui l'entourent et plus particulièrement de l'entrée principale et des péristyles situés de part et d'autre, sur la nouvelle « avenue Alexandre-III », actuelle avenue Winston-Churchill.

#### Partie intermédiaire
Albert Louvet, auteur du plan, se voit confier la responsabilité d'édifier la partie centrale dont le Salon d'honneur et, en coordination avec Deglane, le grand escalier d'honneur et le décor peint et sculpté du mur de fond de la nef transversale.

#### Partie postérieure
Albert Thomas doit mener à bien la construction de l'aile ouest, dite palais d'Antin et des élévations correspondantes sur l'avenue d'Antin (future « avenue Victor-Emmanuel-III », aujourd'hui avenue Franklin-D.-Roosevelt).

#### Coordination d'ensemble
Charles Girault est désigné pour la mise au point définitive des plans et la coordination générale des travaux. Il doit assurer, en même temps, la maîtrise d'œuvre du Petit Palais (actuel musée des Beaux-Arts de la Ville de Paris) dont il est le concepteur.
Le constructeur est l'entreprise Daydé & Pillé.

### Analyse du projet définitif

#### L'axe républicain
Avant l'Exposition universelle de 1900, l'amorce d'une longue perspective est déjà marquée par le Dôme, l'Église des soldats, l'hôtel et l'esplanade des Invalides. Mais, de l'autre côté de la Seine, le regard bute de façon malheureuse sur une des façades latérales du palais des Arts et de l'Industrie. Longeant l'avenue des Champs-Élysées, cette imposante construction est, de plus, aperçue de biais.
Lors de la période de préparation des modalités du concours et, en particulier, du dessin des gabarits définissant l'emplacement précis de chaque bâtiment devant succéder à l'ancien palais, l'intention est d'inscrire ce projet dans une réalisation urbanistique plus large.
Il est ainsi prévu de prolonger l'axe des Invalides jusqu'au palais de l'Élysée et d'offrir, par là-même, une ossature à la future grande exposition.
L'axe républicain est né, tracé auquel se doivent d'obéir l'organisation et l'implantation des pavillons étrangers et à thème installés sur l'esplanade des Invalides comme l'ensemble formé par le Grand Palais, le Petit Palais devant lui faire face, de l'autre côté de l'avenue nouvelle ainsi créée, et le pont Alexandre-III lancé, en cette occasion, au-dessus du fleuve.

#### L'architecture
Le vaisseau principal, d'une longueur de près de 240 mètres, est constitué d'un espace imposant surmonté d'une large verrière. La voûte en berceau légèrement surbaissée des nefs nord et sud et de la nef transversale (paddock), la coupole sur pendentifs et le dôme pèsent environ 8 500 tonnes d'acier, de fer et de verre. Le poids total de métal utilisé atteint 9 057 tonnes (contre 12 000 pour la gare d'Orsay et 7 300 pour la structure de la tour Eiffel). Le sommet de cet ensemble culmine à une altitude de 45 mètres.

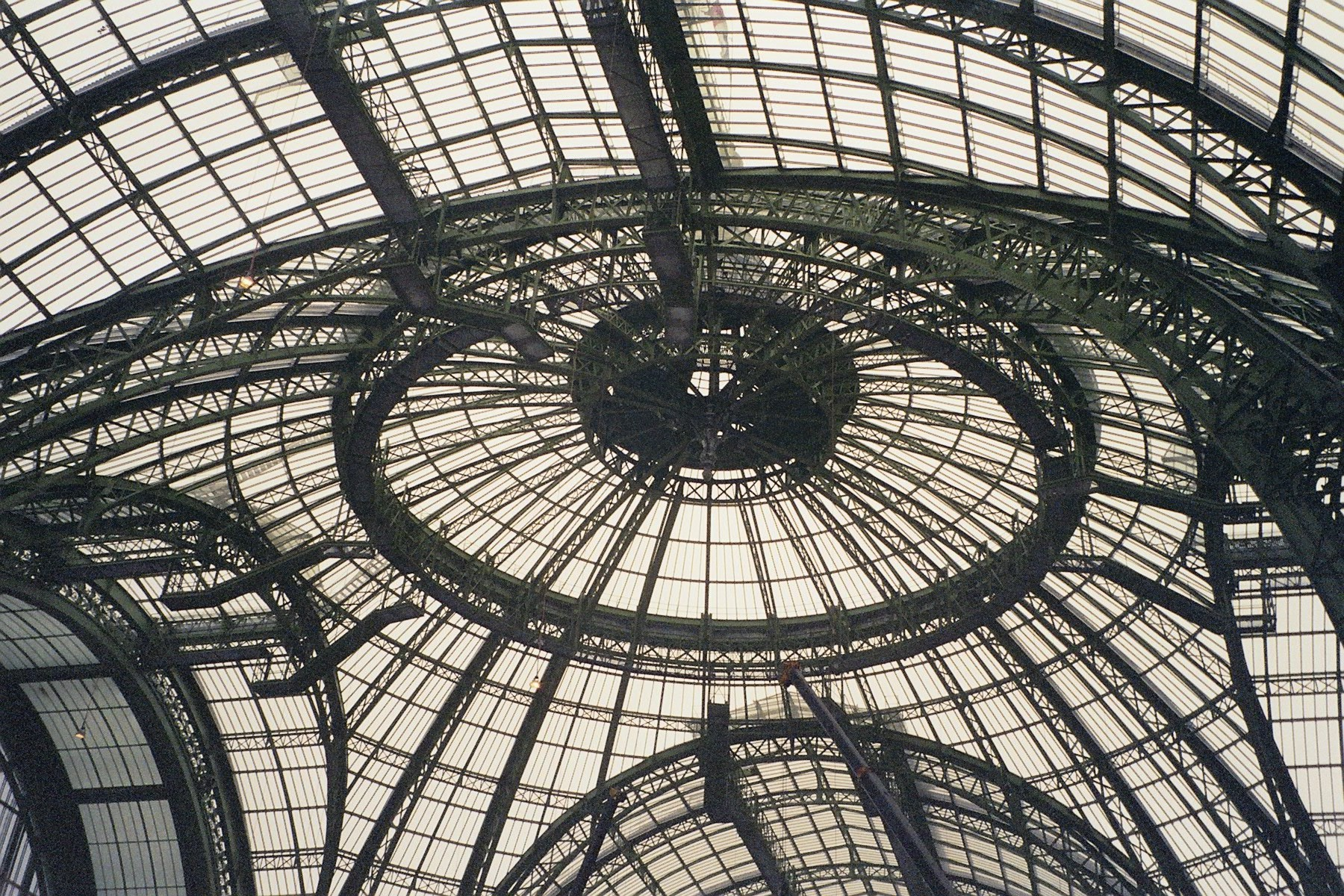
Verrière à l'endroit de la coupole et des pendentifs.

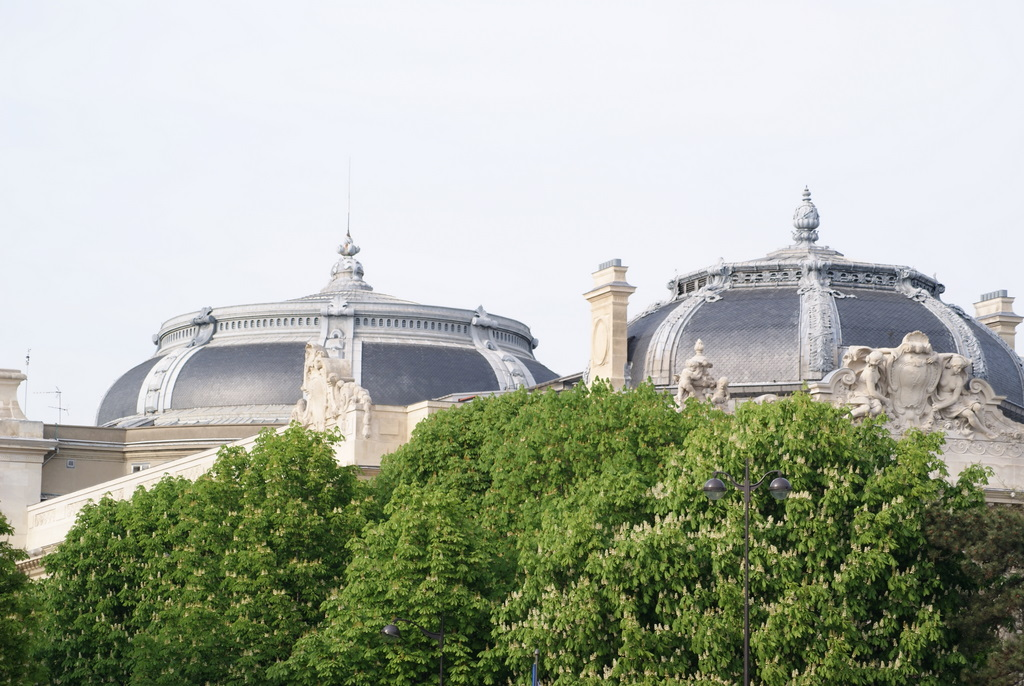
Les dômes situés à l'arrière du bâtiment.

La colonnade de Deglane, inspirée de celle de Claude Perrault au Louvre, dissimule prudemment, comme à la gare d'Orsay édifiée par Victor Laloux pour la même exposition, la splendide innovation de la structure métallique.
Ce type de bâtiment marque l'aboutissement de l'éclectisme, propre au « style Beaux-Arts ». Le Grand Palais constitue, à lui seul, un résumé des goûts de la « Belle Époque », mais marque en même temps la fin d'une certaine conception de l'architecture où le maître d'œuvre, à la fois artiste et technicien, occupe un rôle prépondérant.
L'ouvrage est l'un des derniers jalons d'une époque antérieure à l'ère de la fée électricité. Il témoigne de ce moment des grandes structures transparentes, héritières du Crystal Palace de Londres conçu par Joseph Paxton en 1851, où l'apport en lumière naturelle est encore indispensable à tout grand rassemblement humain.
À l'origine, la construction et son fonctionnement interne sont organisés selon un axe est-ouest. La communication entre la grande nef et les autres parties du palais (salon d'honneur, aile centrale et palais d'Antin) se fait par un ample escalier de fer d'inspiration classique teintée d'Art nouveau. En 1937, le Palais de la découverte, exposition temporaire pour l'Exposition internationale, occupe l'espace du palais d'Antin (partie ouest du Grand Palais). Cette exposition attire 2 millions de visiteurs et conquiert ainsi le droit de rester dans le Grand Palais à partir de 1940. Une porte mure alors le passage entre le grand escalier d'honneur et le palais d'Antin, en rupture avec le schéma de circulation est/ouest originel.
L'établissement public du Grand Palais prévoit dans son plan d'action 2008-2010 de rouvrir ce passage. Les visiteurs peuvent désormais accéder directement de la nef au palais d'Antin. De même, le salon d'honneur est rénové et redevient le cœur du Grand Palais.

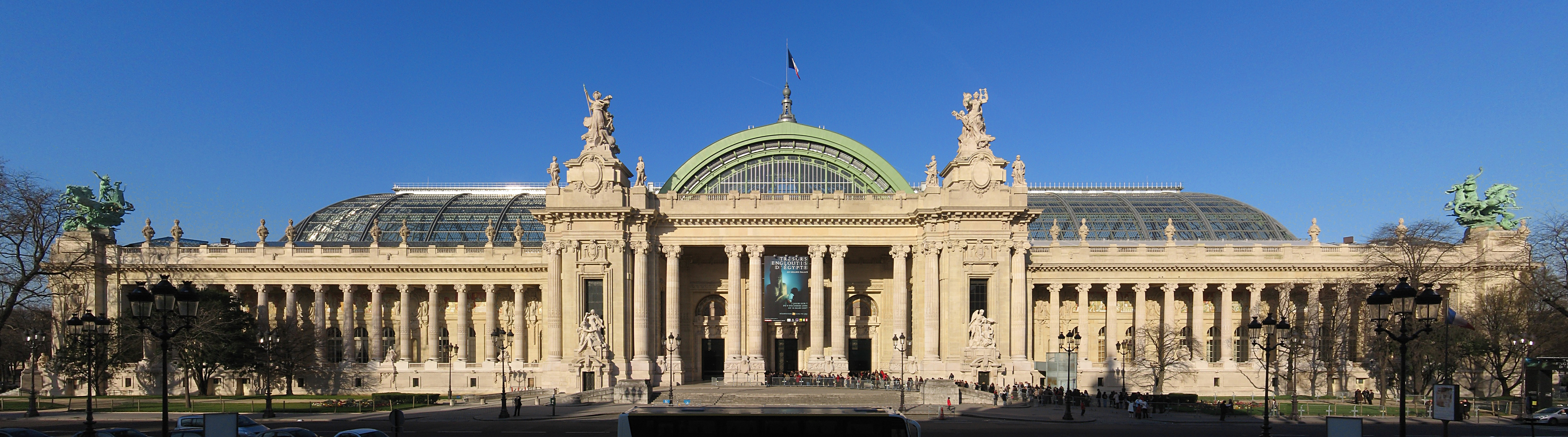
Façade principale conçue par Henri Deglane.

##### Les sculptures

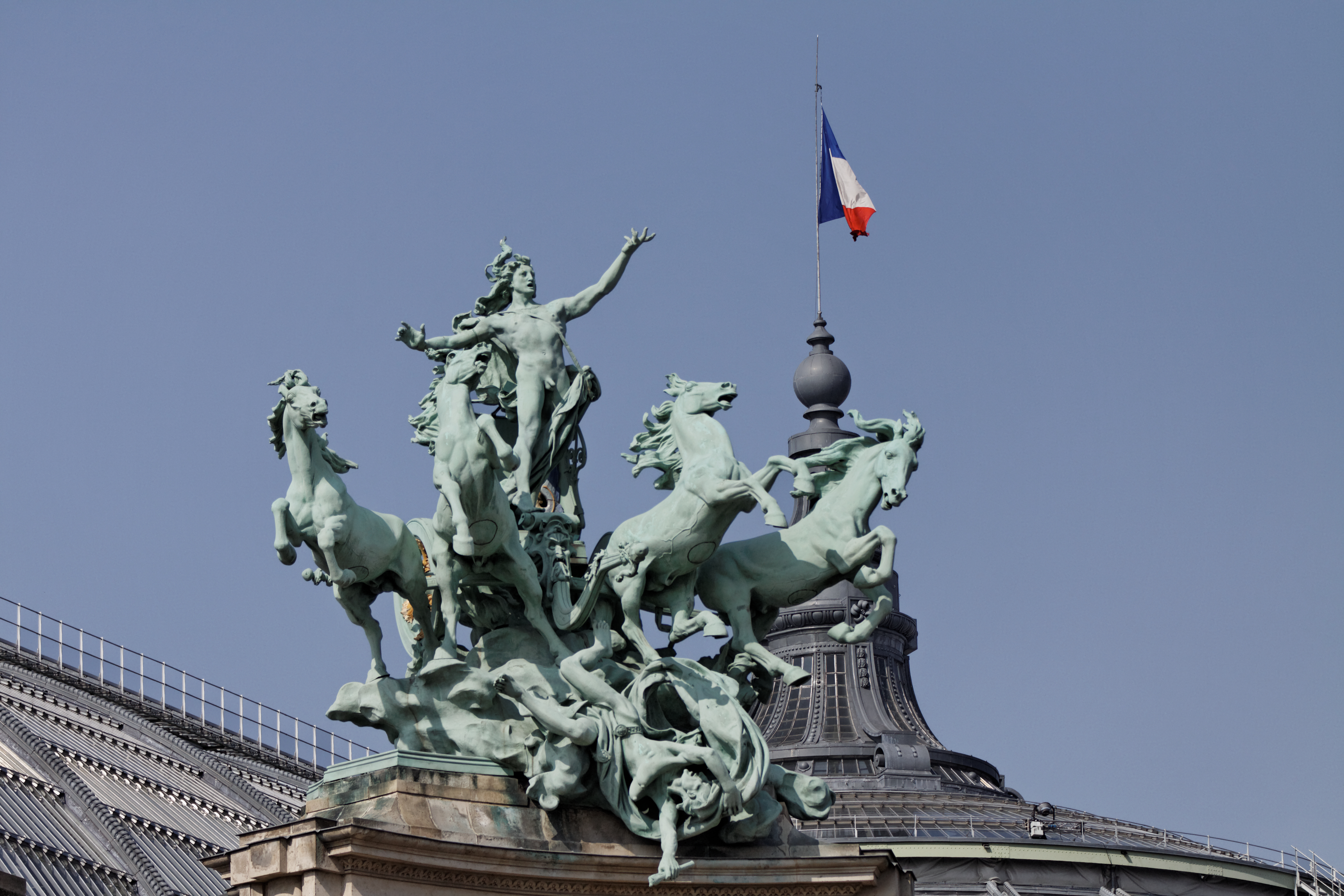
Georges Récipon, L’Harmonie triomphant de la Discorde, quadrige, côté Seine.

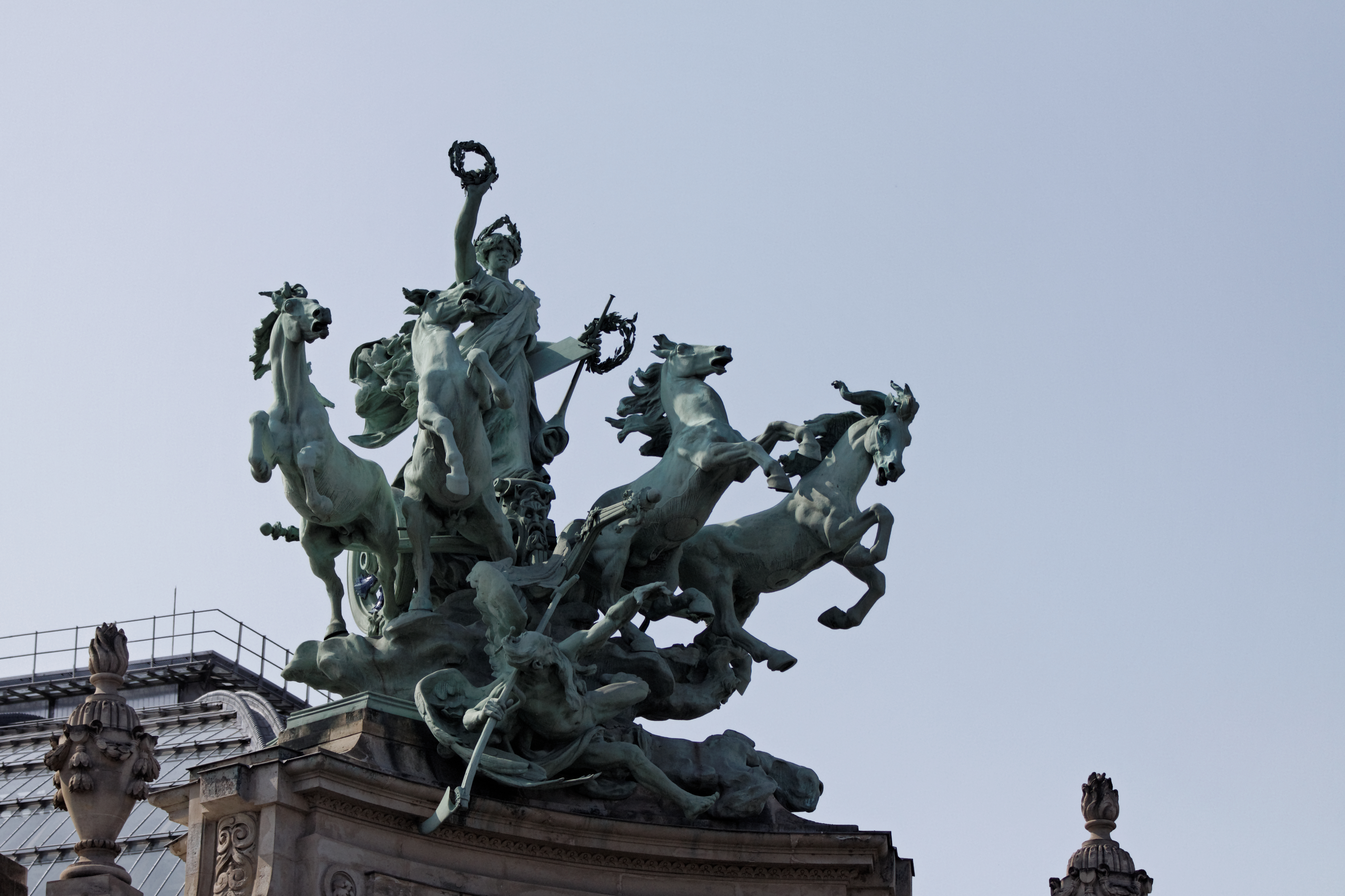
Georges Récipon, L'Immortalité devançant le Temps, côté Champs-Élysées.

- Les quadriges en cuivre repoussé de Georges Récipon couronnent les deux entrées et leur fronton, au nord-est et sud-est, sur l'avenue nouvelle. Ces œuvres allégoriques, s'imposant au piéton à une altitude de quarante mètres, représentent :
  - du côté des Champs-Élysées : L'Immortalité devançant le Temps ;
  - du côté de la Seine : L’Harmonie triomphant de la Discorde.
- Les groupes en bronze sont dus aux sculpteurs Victor Peter et Alexandre Falguière.

##### Les mosaïques
- Intérieurement, les pavements du hall elliptique sont en mosaïque de grès cérame. On trouve un vaste motif floral en symétrie centrale, constitué de tesselles aux couleurs peu soutenues (beige, marron et vert), mais se détachant bien sur un fond blanc. Ces mosaïques ont été réalisées par la Société Simons et Cie selon des cartons de Louis Hista[réf. nécessaire].
- Les frises extérieures, situées sous le péristyle de Deglane (façade sur l'avenue Winston-Churchill), se composent d'une longue bande aux vives couleurs rehaussées d'or utilisant la technique traditionnelle de la mosaïque.

Fractionné en quatre panneaux symbolisant l'art en dix sujets historisés à différentes époques, cet ouvrage mesure soixante-quinze mètres de long (224 m2) et du fait de sa grande hauteur (3,2 m), il est souvent peu connu. Ces mosaïques en pâte de verre colorée ont été réalisées entre 1898 et 1900 par Auguste-Maximilien Guilbert-Martin et René Martin selon des cartons de Louis Édouard Fournier, pour célébrer l'art au travers des civilisations connues, à l'occasion de l'Exposition universelle de 1900.
Le jeu des tesselles est animé par des opus très réguliers et souligné par des contours marqués ainsi que de subtils dégradés. On y trouve ainsi des représentations des grandes civilisations de l'Histoire telles que perçues à la fin du XIXe siècle, dont l'Égypte, la Mésopotamie, la Rome d'Auguste à la Grèce du siècle de Périclès, la Renaissance italienne et française au Moyen Âge, l'Europe industrieuse à celle des arts classique et baroque.
Les civilisations plus lointaines ne sont pas oubliées, glorifiant au passage le colonialisme occidental alors à son apogée : l'Afrique méditerranéenne et subsaharienne, l'Orient et le sous-continent indien, l'Asie du Sud-Est et l'Indochine avec les Khmers et les temples d'Angkor, la Cochinchine et les paysages annamites autour de la ville de Hué, l'Extrême-Orient avec des représentations de la Chine mystérieuse et du Japon (alors en vogue depuis le récent engouement des peintres impressionnistes et d'écrivains pour ce pays), des évocations des deux Amériques.

### La cérémonie d'inauguration

Grand Palais, 1900, Eugène Trutat.

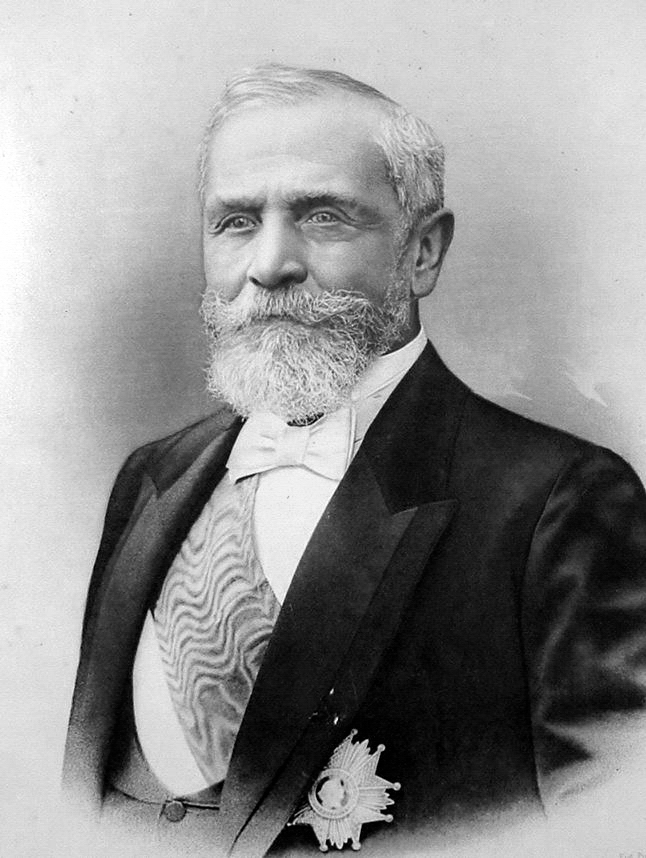
Le président Émile Loubet.

L'inauguration du Grand Palais a lieu avec tout le faste propre à la IIIe République. Une plaque de l'un des frontons d'angle porte encore, gravé dans la pierre, le témoignage de l'événement.
La cérémonie se tient le 1er mai 1900, deux semaines après l'ouverture de l'exposition universelle, en présence d'Émile Loubet, président de la République, de Pierre Waldeck-Rousseau, alors président du Conseil et ministre de l'Intérieur et des Cultes, de Georges Leygues, ministre de l'Instruction publique et des Beaux-Arts, d'Alexandre Millerand, ministre du Commerce, de l'Industrie, des Postes et Télécommunications et, enfin, d'Alfred Picard, commissaire général de l'Exposition universelle.

### Un siècle de salons et d'expositions
Dès 1901, le Grand Palais abrite, parallèlement aux Salons artistiques, de nombreuses autres manifestations. C'est notamment pour le concours hippique, accueilli jusqu'en 1901 au palais de l'Industrie, que le Grand Palais est doté d'une nef et d'une piste sablée. D'avril 1901 à 1957, le concours hippique, avec concours d'attelages, épreuves de vitesse et sauts d'obstacles, est un moment très prisé de la vie parisienne.
À partir de 1901, d'autres salons se succèdent. Ils sont majoritairement consacrés à l'innovation et la modernité : Salon de l'automobile de 1901 à 1961, Salon de l'aviation de 1909 à 1951, Salon des arts ménagers, etc.

#### Les salons artistiques
Les salons consacrés aux beaux-arts connaissent leur âge d'or pendant les trente premières années de fonctionnement du palais. Avec l'avènement du Front populaire en 1936, ces présentations, considérées par certains comme l'expression d'un art réservé à une élite bourgeoise, perdent progressivement de leur importance et voient leurs surfaces réduites d'une manière considérable avec l'installation définitive du Palais de la découverte en 1937.
Après la guerre, on leur préfère les salons techniques et commerciaux, plus rentables. Les salons artistiques perdurent encore un moment avant de voir leur espace d'exposition diminuer comme peau de chagrin et d'être relégués dans des endroits moins nobles et moins visibles du Grand Palais. À partir de 1947, l'édifice perd sa fonction de palais des Beaux-Arts, ce pour quoi il a été construit.
Salons accueillis au Grand Palais :
- Salon des artistes français (depuis 1901)
- Salon des artistes indépendants (depuis 1920)
- Salon de la Société nationale des Beaux-Arts (1901)
- Salon des Orientalistes (1901)
- Salon des peintres, graveurs et lithographes (1901)
- Salon de l'Union des femmes peintres et sculpteurs (1901)
- Salon d'automne (1903 à 1993)
- Salon des Arts décoratifs (1925)
- Horizon Jeunesse[réf. nécessaire]
- Salon Art Capital Anciennement Art en Capital, il regroupe depuis 2006 le Salon des artistes français, le Salon des artistes indépendants, le Salon Comparaisons et le Salon du dessin et de la peinture à l'eau[8].
- Salon Art Paris (2006)
- La Force de l'art (2006)

#### Les salons techniques

Affiche pour le 14e concours Lépine au Grand Palais du 28 août au 4 octobre 1910.

Ce type de manifestations se raréfie au Grand Palais à partir des années 1960. Devenu trop petit, on lui préfère le tout nouveau Palais du CNIT (à l'époque nommé Centre national des industries et techniques) ou le parc des expositions de la porte de Versailles.
- Salon de l'automobile (1901 à 1961)
- Concours Lépine
- Salon des machines agricoles et horticoles
- Salon nautique international

- Exposition internationale de la locomotion aérienne (1909 à 1952) Elle fait ses débuts au sein du Salon de l'automobile. En prenant son indépendance, cette exposition prend le nom de « Salon de l'aéronautique » puis celui de « Salon de l'industrie aéronautique » avant de partir pour l'aérogare du Bourget.

#### Les salons commerciaux
Ces expositions quittent également le Grand Palais par manque de surface disponible.
- Salon des arts ménagers, ancien Salon des appareils ménagers (de 1926 à 1960, avec une interruption de 1940 à 1947)
- Salon de l'habitat
- Salon de la qualité française
- Salon de la France d'Outre-mer (en 1939 1940 et 1945[9])
- Salon de l'enfance de 1950 à 1960[10]
- Foire de Paris
- Foire internationale d'art contemporain (FIAC)
- Salon du livre (de 1981 à 1991)
- Salon international du livre rare, de l'autographe, de l'estampe et du dessin, depuis 2007
- Salon de la musique classique et du jazz (Musicora).

#### Les événements ponctuels

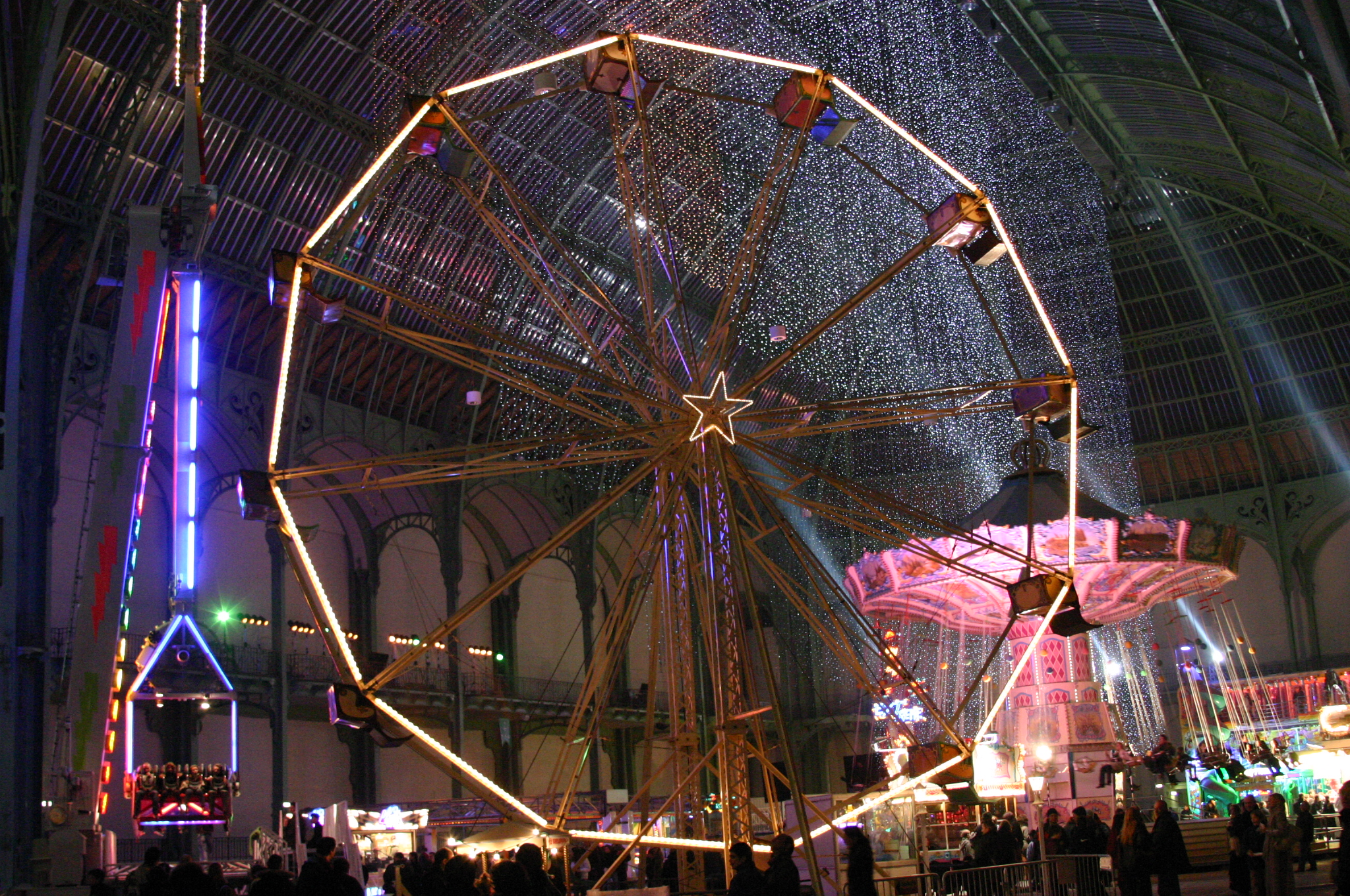
Fête foraine, en janvier 2006.

- Les concours et présentations du « Salon de la société hippique » (de 1901 à 1937).
- Les expositions coloniales.
- Les expositions philatéliques internationales Citex (1949), Philatec (1964) et Arphila (1975)[note 1].
- Les concerts, spectacles de cirque ou de music-hall, floralies, congrès, défilés de mode et soirées diverses.
- Exposition des plans-reliefs du 18 janvier 2012 au 17 février 2012.
- Expositions Monumenta[note 2] :
  - Anselm Kiefer du 30 mai au 8 juillet 2007
  - Richard Serra su 7 mai au 15 juin 2008
  - Christian Boltanski du 13 janvier au 21 février 2010
  - Anish Kapoor du 11 mai au 23 juin 2011
  - Daniel Buren du 10 mai au 21 juin 2012
  - Emilia et Ilya Kabakov du 10 mai au 22 juin 2014[note 3]

#### Le Palais de la découverte

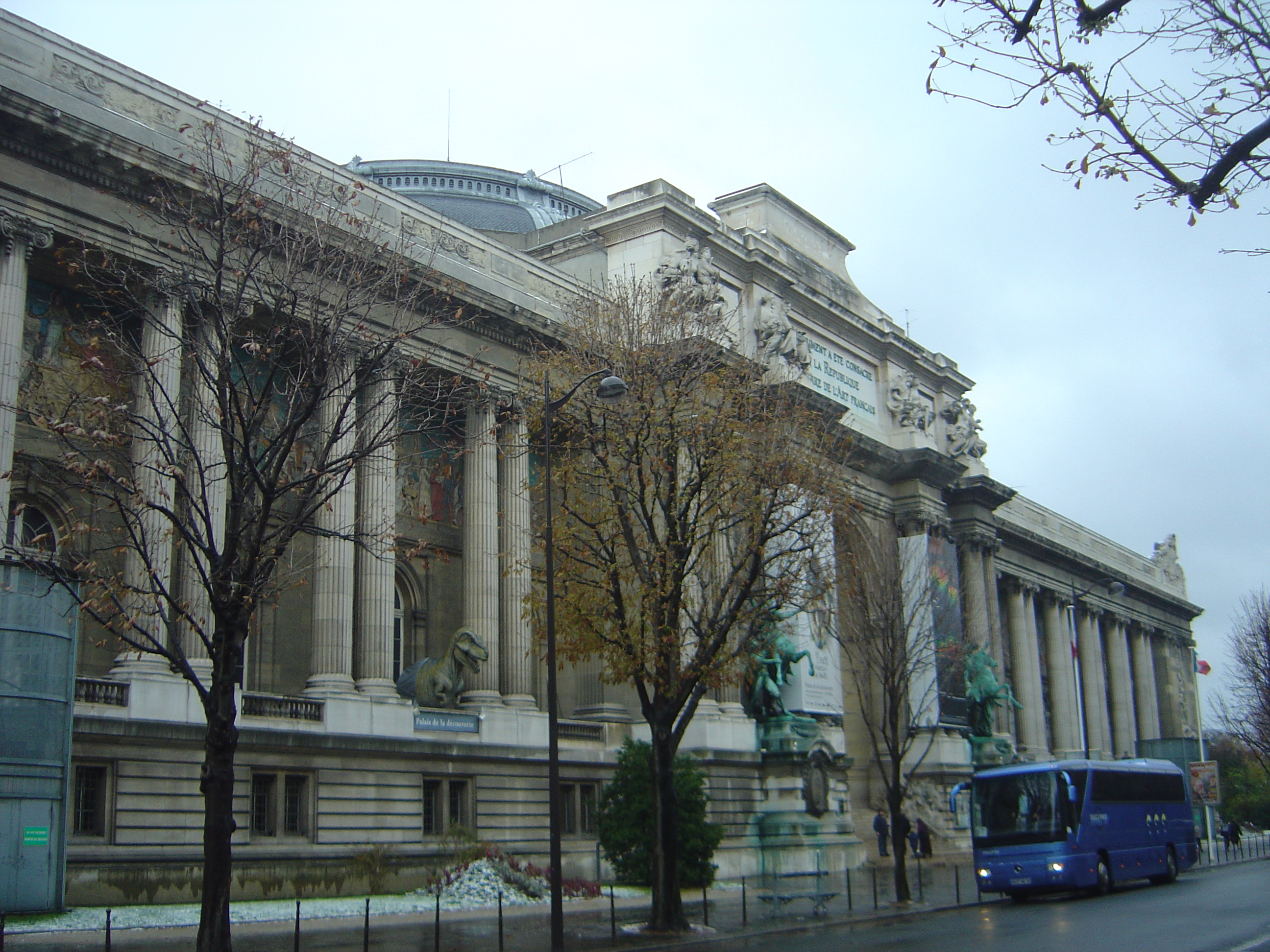
Façade du palais d'Antin avant restauration.

Le Palais de la découverte de l'exposition universelle de 1937 est installé dans l'aile ouest du Grand Palais. Il est conçu à l'origine comme une présentation temporaire, mais fort de son succès, il reste finalement dans ces locaux.
Il constitue aujourd'hui une véritable institution dont la popularité ne s'est jamais démentie.

#### Les Galeries nationales

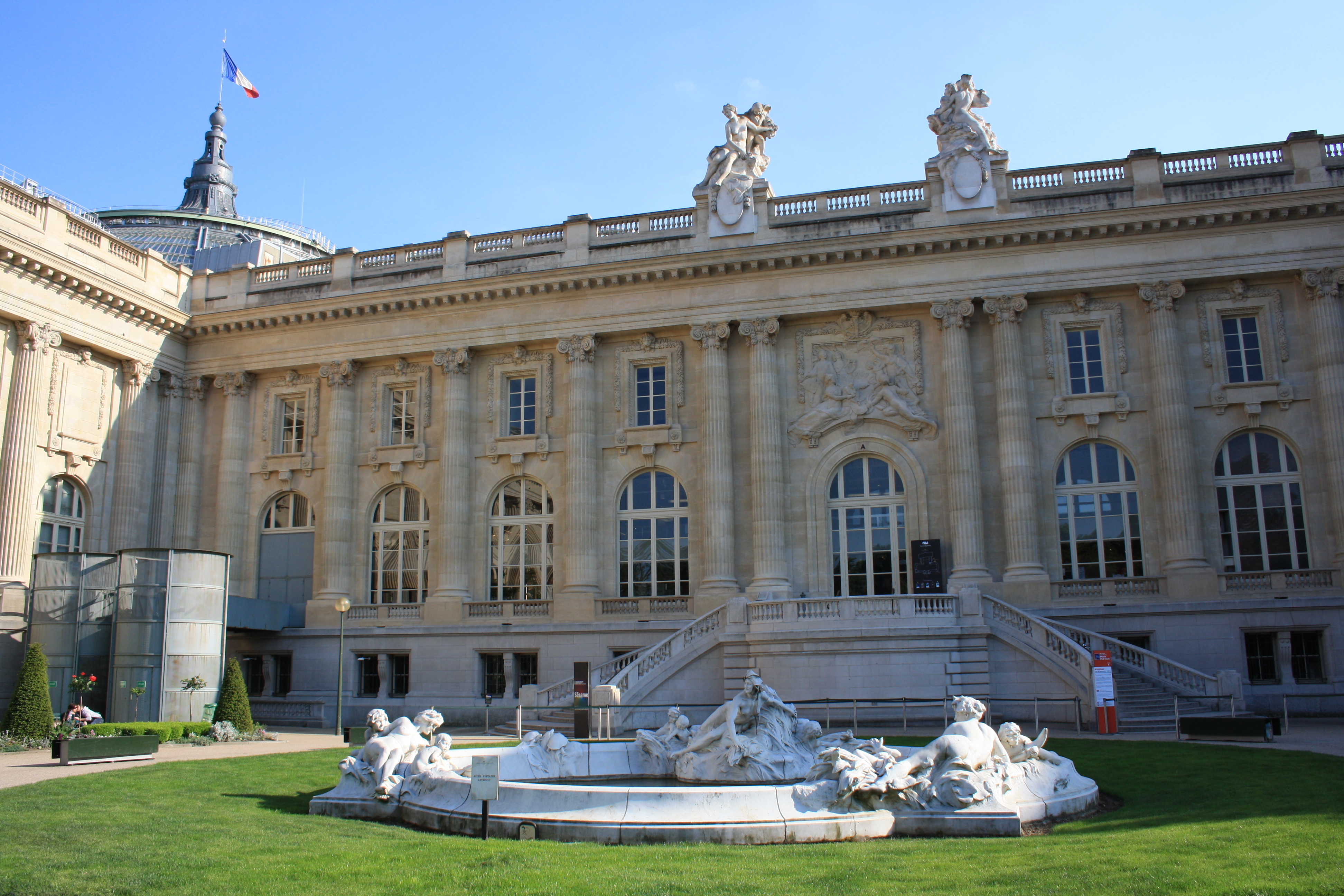
Façade côté jardins (Galeries nationales), avec la fontaine Miroir d'eau, la Seine et ses affluents.

En 1964, Reynold Arnould transforme une partie de l'aile nord du Grand Palais, à la demande d'André Malraux alors ministre des Affaires culturelles, en Galeries nationales destinées à recevoir de grandes expositions temporaires. Sont ainsi présentées en 1966, une rétrospective du peintre Pablo Picasso et une importante présentation d’art africain.
De très nombreuses expositions de peintres classiques, impressionnistes (Renoir), et modernes (Zao Wou-Ki, Prassinos, Mušič, Bazaine, Manessier) sont organisées par la suite.
En décembre 2020, tous les espaces d'exposition sont fermés afin de procéder à une nouvelle rénovation avant les Jeux olympiques de Paris de 2024.

### Des usages divers
Au cours du XXe siècle, le Grand Palais est tantôt témoin des drames de l'Histoire, tantôt objet d'usages inattendus.
Au début de la Grande Guerre, le Grand Palais est utilisé comme casernement pour les troupes coloniales s'apprêtant à partir au front. Il devient rapidement hôpital de fortune pour les blessés de la Marine ne pouvant trouver de place dans les hôpitaux bondés de la capitale.
Durant la Seconde Guerre mondiale, en juillet 1940, le Palais est réquisitionné par les Allemands pour y abriter des véhicules militaires, et ce jusqu'en mars 1941. Le Grand Palais est par la suite réquisitionné pour un particulier : Jacques de Lesdain, journaliste à L'Illustration et collaborateur. Il organise dans le monument trois expositions collaborationnistes :  La France européenne (1941), La France européenne : la Vie nouvelle (1942) et Commerce et Industrie (1943). En août 1944, au cours des combats pour la libération de Paris, le commissariat de police attenant à la nef est bombardé par les Allemands et un incendie se déclare, sans grandes conséquences, dans une partie de l'édifice ; les pompiers sont toutefois gênés dans leur travail par le sauvetage des animaux d'un cirque qui a élu domicile sous la grande verrière. Ils doivent aussi protéger les œuvres envoyées pour une exposition par des artistes mobilisés ou prisonniers.
Une scène du film Camille Claudel (1988) y est tournée.
En 2007, lors la création de l'établissement public du Grand Palais, plusieurs institutions et services avaient été installées depuis plus ou moins longtemps dans certaines parties du Grand Palais, situées sur son pourtour et qui étaient directement accessibles par des entrées secondaires :
- le commissariat de police du 8e arrondissement, notamment chargé de la surveillance du palais de l'Élysée et de ses abords ;
- un bureau de douane ;
- des ateliers d'architecture décentralisés de l'École nationale supérieure des beaux-arts devenus, après 1968, une unité pédagogique d'architecture ;
- l'UER d'études germaniques et slaves, antenne de l'université Paris-IV ;
- un restaurant universitaire ;
- la direction régionale des Affaires culturelles (DRAC) d'Île-de-France ;
- une partie des bureaux de la Mission du patrimoine photographique ;
- divers bureaux ;
- un parc de stationnement automobile en sous-sol.

Mais l'établissement public du Grand Palais ayant entrepris de rationaliser les espaces du bâtiment, après des travaux alors effectués, il n'accueille dès lors plus — parmi les institutions et services listées précédemment et outre l'espace principal sous la grande verrière, les Galeries nationales du Grand Palais et le Palais de la découverte — qu'une partie de l'administration de l'établissement public de la Rmn-Grand Palais, le commissariat de police du 8e arrondissement et, provisoirement, des salles de répétition de la Comédie-Française.
Le 13 juillet 2008, 43 chefs d'État se sont réunis sous la grande nef à l'occasion du sommet de l'Union pour la Méditerranée.
Depuis 2009, une nuit « electro » y est organisée annuellement avec de nombreux concerts. Sont déjà venus des artistes tels que Felix Da Housecat, Surkin, Laurent Garnier et Yuksek.
En octobre 2009, Prince, tombé sous le charme du Grand Palais quelques jours plus tôt lors de la Semaine de la mode de Paris, y organise deux concerts de suite ; les onze mille places sont vendues en 77 minutes.

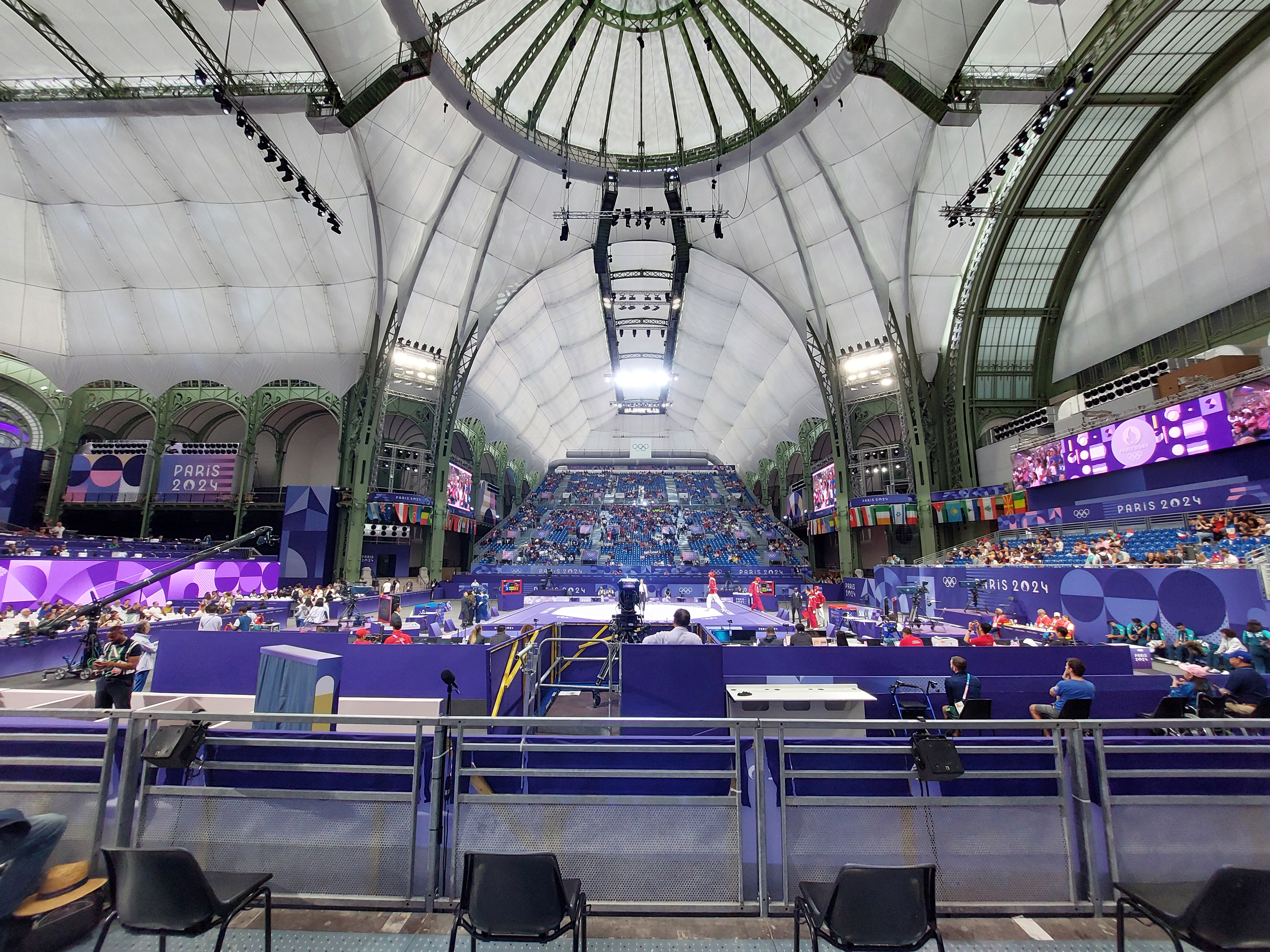
Le Grand Palais lors des épreuves de taekwondo des Jeux olympiques en 2024.

Durant l'été 2024, le Grand Palais accueille les compétitions d'escrime et de taekwondo dans le cadre des Jeux olympiques d'été.

## Fermeture et renaissance

### Les mesures conservatoires

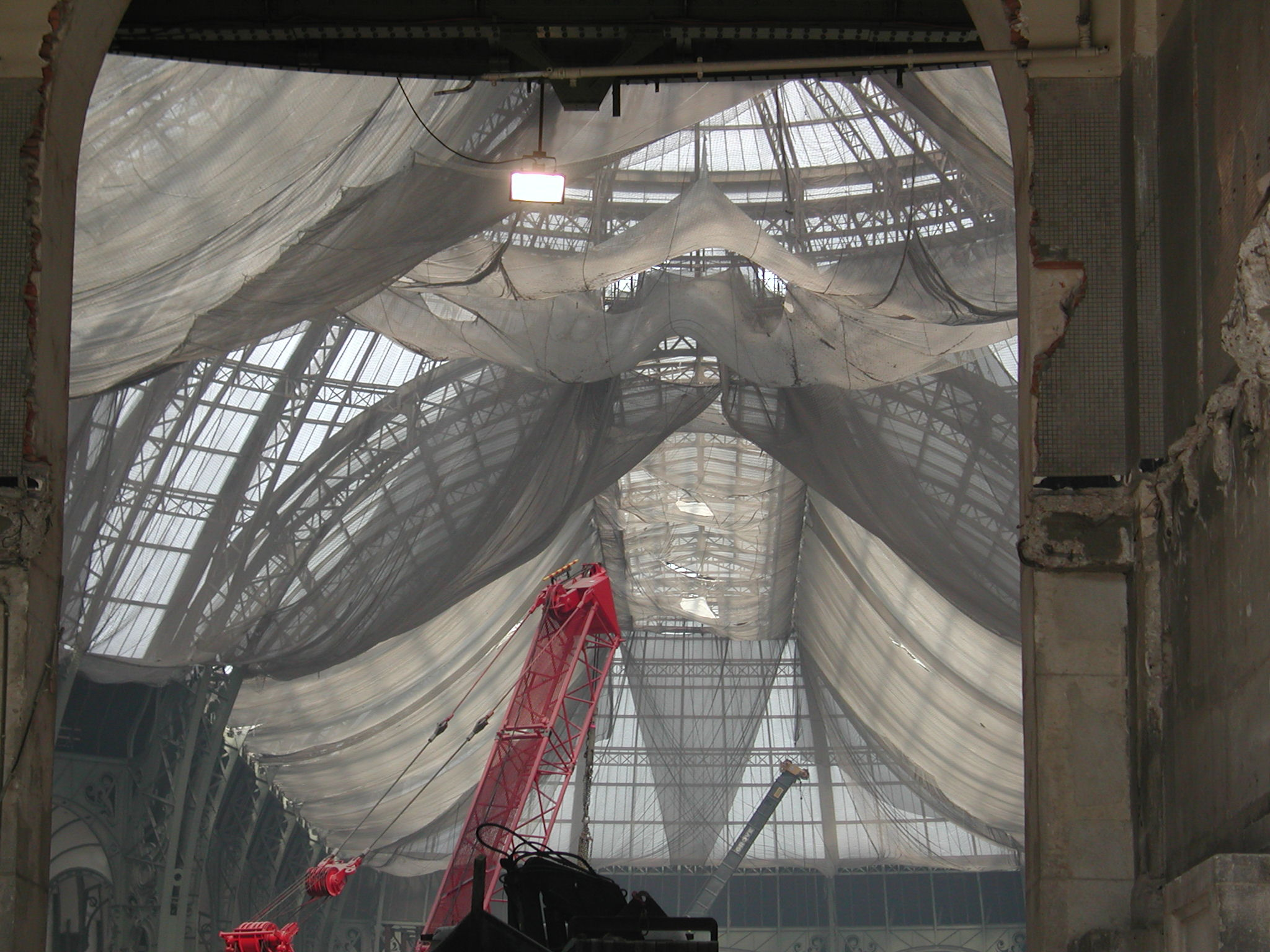
Travaux sous les filets de la grande nef (2002).

L'alerte est donnée en juin 1993 après le détachement d'un élément de rivetage depuis une hauteur de près de trente-cinq mètres pendant l'exposition Design, miroir du siècle.
Le ministre de la Culture d'alors, Jacques Toubon, prend la décision de fermer « provisoirement » le lieu en novembre de la même année en raison du danger que représente la chute de nouveaux rivets sur le public.
La pose de filets accrochés sous la verrière (voir photographie ci-contre) et la convocation d'experts pour pallier cette situation ne suffisent pas pour maintenir l'ouverture au public. Seuls et après de nécessaires travaux de sécurité, les Galeries nationales et le Palais de la Découverte sont à nouveau disponibles. L'utilisation de la nef s'interrompt pendant douze années.
Six années, d'abord, pendant lesquelles le ministère de la Culture et la mairie de Paris sont incapables de se mettre d'accord sur la répartition des responsabilités pour sauver le Grand Palais, qui continue donc à se dégrader. Ces tergiversations sont liées au déménagement et relogement des administrations occupant les lieux mais aussi aux montants importants nécessaires à sa restauration à son entretien. Face aux pressions d'investisseurs privés fortement intéressés par un tel emplacement en plein cœur de Paris, le bâtiment fut protégé au titre des monuments historiques en 2000 à l'occasion du centenaire de l'Exposition universelle de 1900, ce qui garantit sa pérennité, puis il fut ensuite trouvé un mode de gestion permettant de sécuriser les financements nécessaires. Les travaux de restauration nécessiteront six années de travaux très progressifs.

### Les pathologies rencontrées
Des désordres se manifestent tout au long du XXe siècle et depuis le début même du chantier, dans la zone sud de la grande nef. En cours de construction, ces imprévus sont d'autant plus graves qu'il n'est pas question de repousser la date de livraison du Grand Palais.
Le comportement des maçonneries et de la charpente métallique provient de plusieurs facteurs :
- Les fondations de l'édifice, pour partie constituées de pieux battus en chêne soutenant des massifs de pierre ou de béton de chaux, sont soumises à des variations et un abaissement progressif de la nappe phréatique. En raison de campagnes de travaux de réaménagements successives de la voirie et du quai en bordure de Seine, ce phénomène provoque un délavage puis un pourrissement des têtes de poteaux mis en contact avec l'oxygène de l'air. L'affaissement des pilotis contraint les concepteurs à augmenter d'abord le nombre des pieux pour ensuite rectifier légèrement les maçonneries et le profil de la charpente dans lesquels se répercutent les mouvements du sol. Près de trois mille quatre cents poteaux sont finalement installés, mais tous sont loin d'atteindre le « bon sol ». Cette couche géologique stable se situe, au sud, à une profondeur de quinze mètres.
- La nature alluvionnaire du terrain et sa tendance naturelle à glisser vers le lit de la Seine.
- Les accrochages réalisés directement sur la structure métallique, au gré de réalisations d'imposants décors ou d'expositions, tel le Salon de l'Aéronautique où ballons et avions sont parfois présentés en suspension. Cela provoque un vieillissement prématuré de plusieurs éléments métalliques.
- L'utilisation du Grand Palais pour des présentations hippiques a pour conséquence une altération du pied de plusieurs piliers en raison de l'acidité du sol absorbant l'urine des chevaux.
- L'emploi majeur de lamelles rivetées en acier dans la conception de la structure métallique, au lieu d'éléments en fer comme pour la tour Eiffel. Ce matériau est, à l'époque du chantier, moins souple et se dilate moins que celui fabriqué aujourd'hui (cet assemblage de plus de deux-cents mètres ne comporte aucun joint de dilatation[note 5]).
- Les déformations de membrures et d'autres éléments dues aux tassements différentiels et ensuite au poids de la coupole du dôme.
- Les premières fissures apparaissant, les infiltrations d'eau à travers la verrière provoquant une lente corrosion du métal.

Au cours des études précédant les récents travaux de reprise en sous-œuvre, les calculs évaluent l'affaissement des massifs de fondations de l'aile sud à près de 14 cm et une variation de hauteur, dans la partie métallique de l'ouvrage, à 7 cm. Ces valeurs, d'apparence négligeable, ont été suffisantes pour provoquer des dégâts structurels considérables.

### Les premiers travaux de confortation
Des remblaiements ou injections de matériaux de natures diverses ont commencé très tôt et se sont poursuivis à différentes périodes de la vie du monument pour combler les vides entre le niveau bas de l'édifice et celui du sol continuant à s'affaisser. En 1940, les troupes d'occupation allemandes installent véhicules et matériels divers dans la nef. S'apercevant de la fragilité des lieux, elles décident d'injecter plusieurs tonnes d'un coulis de béton dans le sous-sol, stabilisant un temps le terrain et les structures, mais alourdissant l'ensemble dans sa partie méridionale. Ainsi, les désordres iront en s'accélérant jusqu'à cette fameuse année 1993.

### La campagne de restauration

#### La maîtrise d'ouvrage
La maîtrise d'ouvrage des travaux de restauration est assurée entre 2001 et 2007 par la Direction de l'architecture et du patrimoine (DAPA) du ministère de la Culture et de la Communication. Le mandat de maîtrise d'ouvrage est attribué à l'Établissement public de maîtrise d'ouvrage des travaux culturels (ÉMOC). Par arrêté du 17 avril 2007 (pour une entrée en vigueur le 1er mai 2007), le monument « Grand Palais » a été attribué à titre de dotation à l'établissement public du Grand Palais. Ce dernier s'est substitué à l'EMOC pour assurer les travaux du Grand Palais afin de mener à terme la restauration de ce monument historique.

#### Programmation du chantier
Les travaux se sont déroulés en deux phases :
- Première phase (novembre 2001 – août 2004) : reprise en sous-œuvre d'une partie des fondations accompagnée d'une dépose, remise en état et repose, de 2001 à 2004, des deux quadriges en cuivre repoussé et de leur armature en fer de Récipon.
- Deuxième phase (2002 jusqu'à fin 2007) : réparation des murs et autres maçonneries fissurées, de la verrière et des couvertures déformées ou vétustes avec, depuis 2005, un ravalement des façades, une restauration de la grande frise extérieure en mosaïques et une seconde et dernière campagne de consolidations des fondations.

Le budget de ce chantier a atteint 101,36 millions d'euros (dont 72,3 pour la première phase). Le financement a été assuré grâce à l'État par l'intermédiaire du ministère de la Culture.

#### Quelques chiffres
- Les fondations :

8 900 m2 de parois moulées exécutées avec près de 6 600 m3 de béton, 2 000 colonnes de jet grouting mises en place avec environ 10 000 t de ciment.
- La grande nef :

Longueur de 200 m, largeur de 50 m (de 100 m entre l'entrée principale et le mur de fond du paddock), hauteur de 35 m sous la charpente, 45 m de hauteur sous la coupole, 60 m jusqu'au campanile. La surface au sol atteint une superficie de 13 500 m2.
- La charpente métallique :

Poids au-dessus de la nef : 6 000 tonnes d’acier (600 tonnes remplacées pendant la première phase des travaux) soit un total de 8 500 en comptant le Palais d'Antin. Nombre de rivets changés : environ 15 000. Surface repeinte : 110 000 m2. Poids de la nouvelle peinture : 60 tonnes pour 3 couches réalisées, soit pratiquement l'équivalent de 2 000 pots de 30 kilos.
- Les différents vitrages :

Surface remplacée : 13 500 m2 carrés pour la grande nef (16 000 m2 avec les verrières latérales). Charge de vitrage neuf pour la nef, le paddock et les verrières proche des deux quadriges : 280 t de verre feuilleté (non compris 65 t de double vitrage pour les galeries latérales situées en périphérie). La surface totale des verrières représente 17500m² ce qui en fait la plus grande verrière d'Europe.
- Les couvertures et les ouvrages de métallerie :

Linéaires remplacés : 750 m de chéneaux en plomb et 110 m en zinc, 1 200 m d'ornements en zinc estampé. Surface des terrassons en zinc : 5 200 m2.
(Source : ÉMOC).

### Petite histoire du vert «Réséda»
Avant même le commencement des premiers travaux de réhabilitation de la nef du Grand-Palais, s'est très vite posée la question du choix de la couleur à donner à la structure métallique, voire si la restitution de l'état initial était possible. Le temps ayant fait son œuvre, de nombreuses couches de peinture ont recouvert l'ensemble des éléments. La couleur visible en 2001 était proche du gris.
L'option de la restitution ne peut être envisagée qu'après de minutieuses études et analyses :
- L'observation, après dépose des plaques rivetées portant le nom des entreprises ayant participé au chantier. Jamais enlevées, elles révèlent une teinte proche du vert clair.
- L'analyse physico-chimique de prélèvements. Réalisés par le Laboratoire de recherche des monuments historiques (ou LRMH) de Champs-sur-Marne et à l'aide, entre autres procédés, de la microscopie électronique à balayage, les examens permettent de définir le nombre de campagnes de remise en peinture, les différents composants et pigments utilisés dans les diverses couches, surtout la plus ancienne et, pour terminer, l'évolution de celle-ci en présence d'une exposition prolongée aux ultraviolets.
- La recherche du produit d'origine en fonction des premiers résultats. La chance est au rendez-vous, car le fabricant ayant fourni la peinture en 1900 a toujours pignon sur rue. Il s'agit de l'entreprise Ripolin qui possède encore des archives sur l'époque concernée. Le nuancier correspondant est vite retrouvé et l'on découvre le nom de la couleur utilisée, un vert « Réséda » dont il existe trois nuances : pâle, moyen et foncé. Les analyses précédentes correspondent sans hésitation possible à l'utilisation du « vert réséda pâle ».

### Une nouvelle ambition à partir de 2007
L'ancien ministre de la Culture et de la Communication, Renaud Donnedieu de Vabres, a souhaité la mise en place d'une structure baptisée « établissement public du Grand Palais des Champs-Élysées », plutôt que de voir confier la gestion et la programmation du lieu à des organismes privés. Depuis janvier 2011, l'établissement public du Grand Palais des Champs-Élysées a fusionné avec la Réunion des musées nationaux.
1. Achever la restauration, préserver et mettre en valeur le monument,
2. Aménager et exploiter des espaces rénovés et accueillir le public dans de meilleures conditions,
3. Animer et promouvoir les espaces du Grand Palais dont il assure l'exploitation et y susciter toute activité, manifestation et événement dans les domaines culturels, scientifiques et économiques, de nature à accroître le rayonnement de Paris et de la France,
4. Garantir l'équilibre financier de l'établissement.

### 2020-2023: une nouvelle rénovation
Le 12 février 2018, la ministre de la Culture Françoise Nyssen annonce la fermeture à venir du Grand Palais, de décembre 2020 au printemps 2023, afin de procéder à une rénovation de plus grande ampleur avant 2024, date à laquelle doivent y avoir lieu les épreuves d'escrime des Jeux olympiques d'été de 2024. Celle-ci, plusieurs fois repoussée, doit permettre outre une restauration, de réorganiser et d'augmenter ses capacités d'accueil, avec pour la nef de 11 000 personnes contre 5 600 actuellement, et les 3 700 m2 de balcons qui seraient de nouveaux accessibles, ainsi que de redéfinir les missions de la structure, en liaison avec le Palais de la découverte par la rue des Palais sur deux niveaux. Une terrasse doit être créée pour le public et accueillir les activités d'astronomie du Palais de la découverte. Les galeries doivent gagner en clarté par l'installation de plafonds verriers et passer des 3 000 m2 actuels à 3 900 m2. Son coût de 466 millions d'euros doit être financé en partie par un emprunt et par le mécénat de Chanel.
Pendant la période des travaux, une structure provisoire est bâtie sur le Champ-de-Mars afin d'accueillir les grands évènements, cette structure devant également servir pour les Jeux olympiques. Ce « Grand Palais éphémère », conçu par Jean-Michel Wilmotte et géré par GL Events, est inauguré début 2021.
Fin septembre 2020, le projet initial du Grand Palais, jugé trop couteux et peu adapté aux exigences écologiques et sanitaires actuelles, est abandonné au profit d'une rénovation plus modeste et plus classique. Un nouveau projet de restauration voit alors le jour, mené par l'architecte en chef des monuments historiques François Chatillon. Le Grand Palais ferme en mars 2021, avec une réouverture prévue pour les Jeux olympiques pour la nef et les galeries et pour le printemps 2025 pour le reste des travaux.
Le coût total des travaux est estimée à près de 400 millions d'euros, ce qui en fait un projet d'envergure colossale, car la totalité du bâtiment est remis à neuf.
Durant la Fashion Week de Paris en 2024, Chanel organise encore une fois son défilé sous la verrière du Grand Palais. Défilé qui n'avait pas pu être présenté les années précédentes en raison des travaux. En octobre 2024, après quatre années de fermeture, le Grand Palais rouvre ses portes au public, accueillant à nouveau des foires artistiques, dont Art Basel,.

## Accès
Le Grand Palais est desservi à proximité par les lignes 1 et 13 à la station Champs-Élysées - Clemenceau et les lignes 1 et 9 à la station Franklin D. Roosevelt.

## Galerie

Vues du Grand Palais
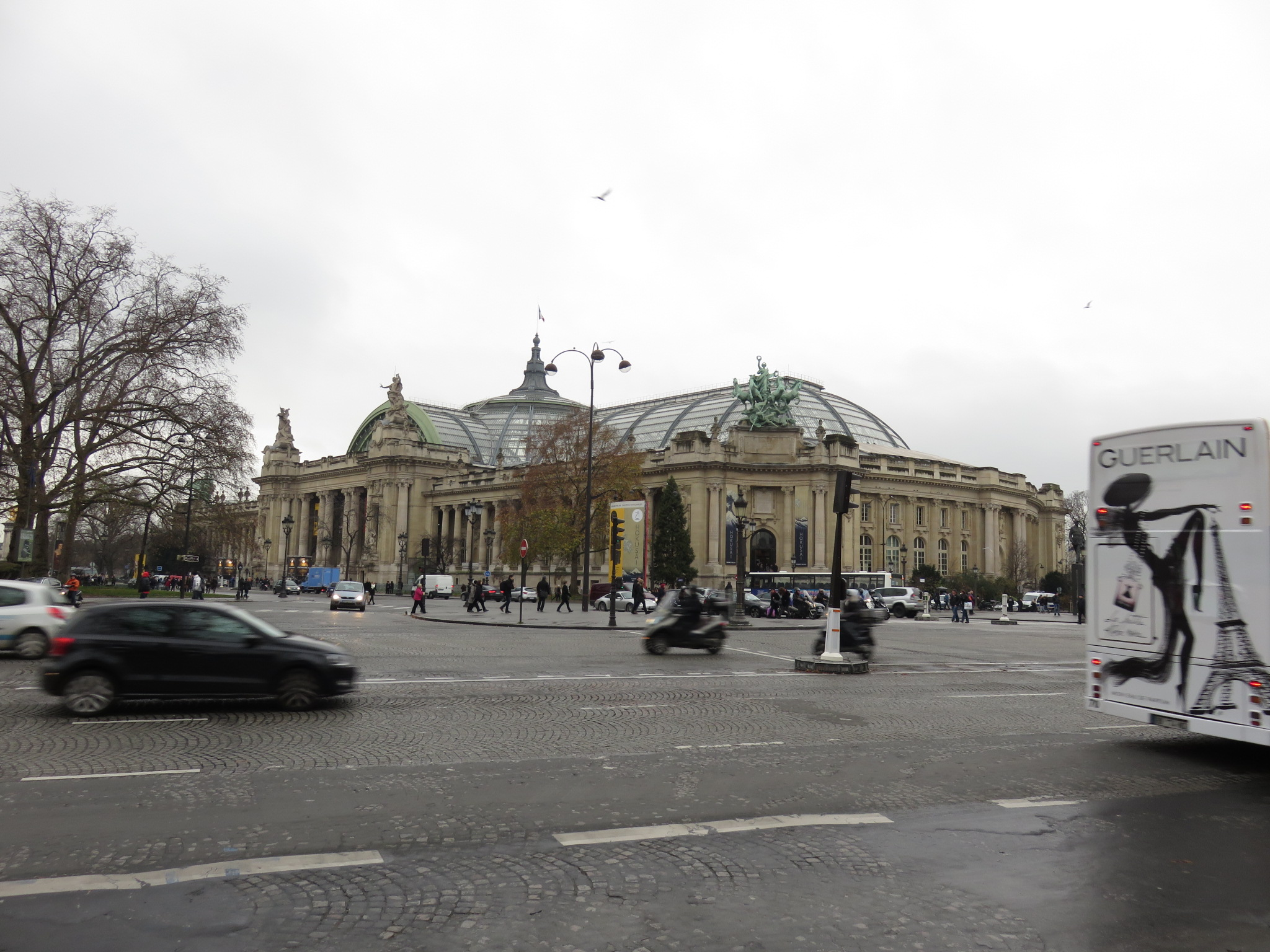
Vue latérale.
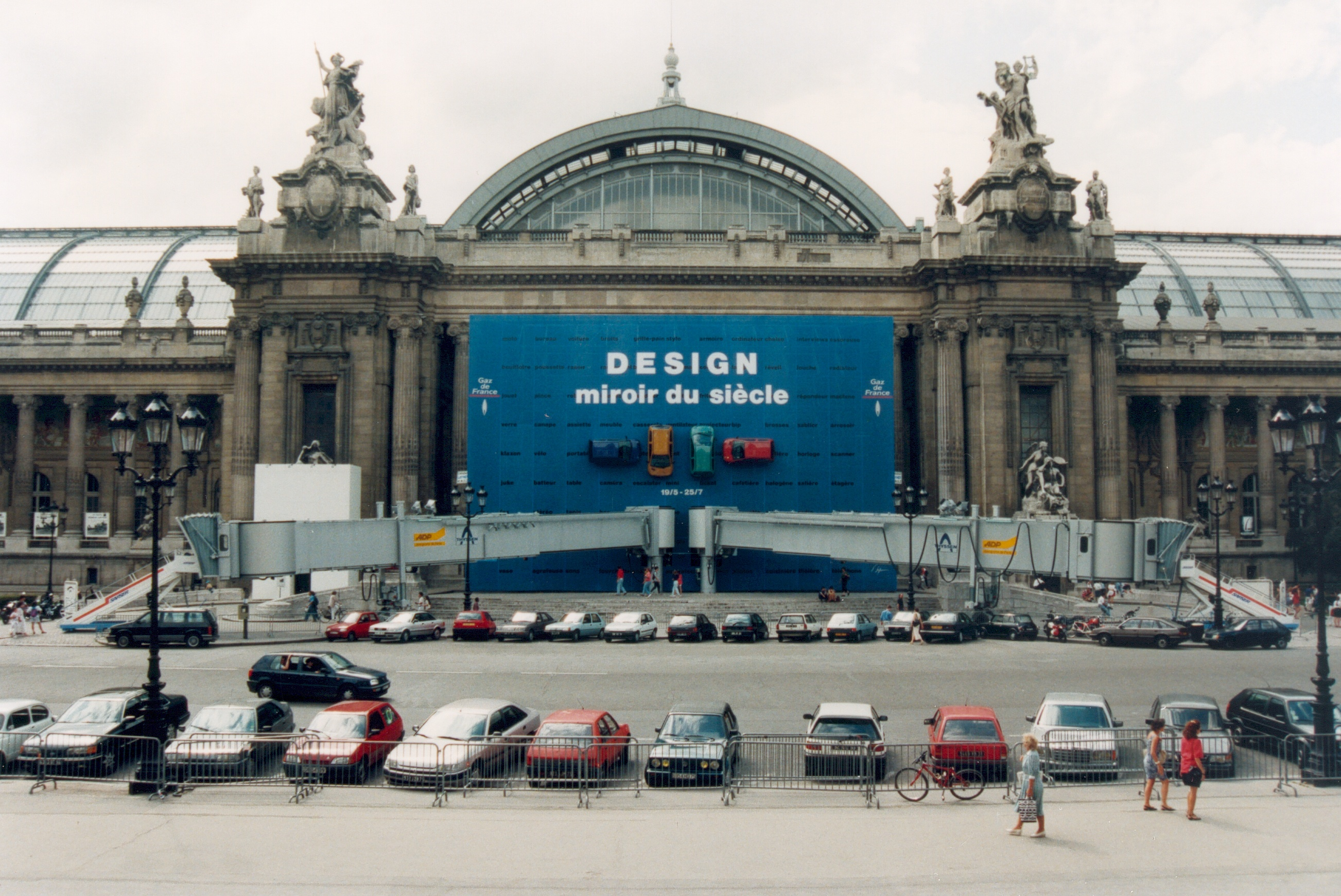
L'esplanade.
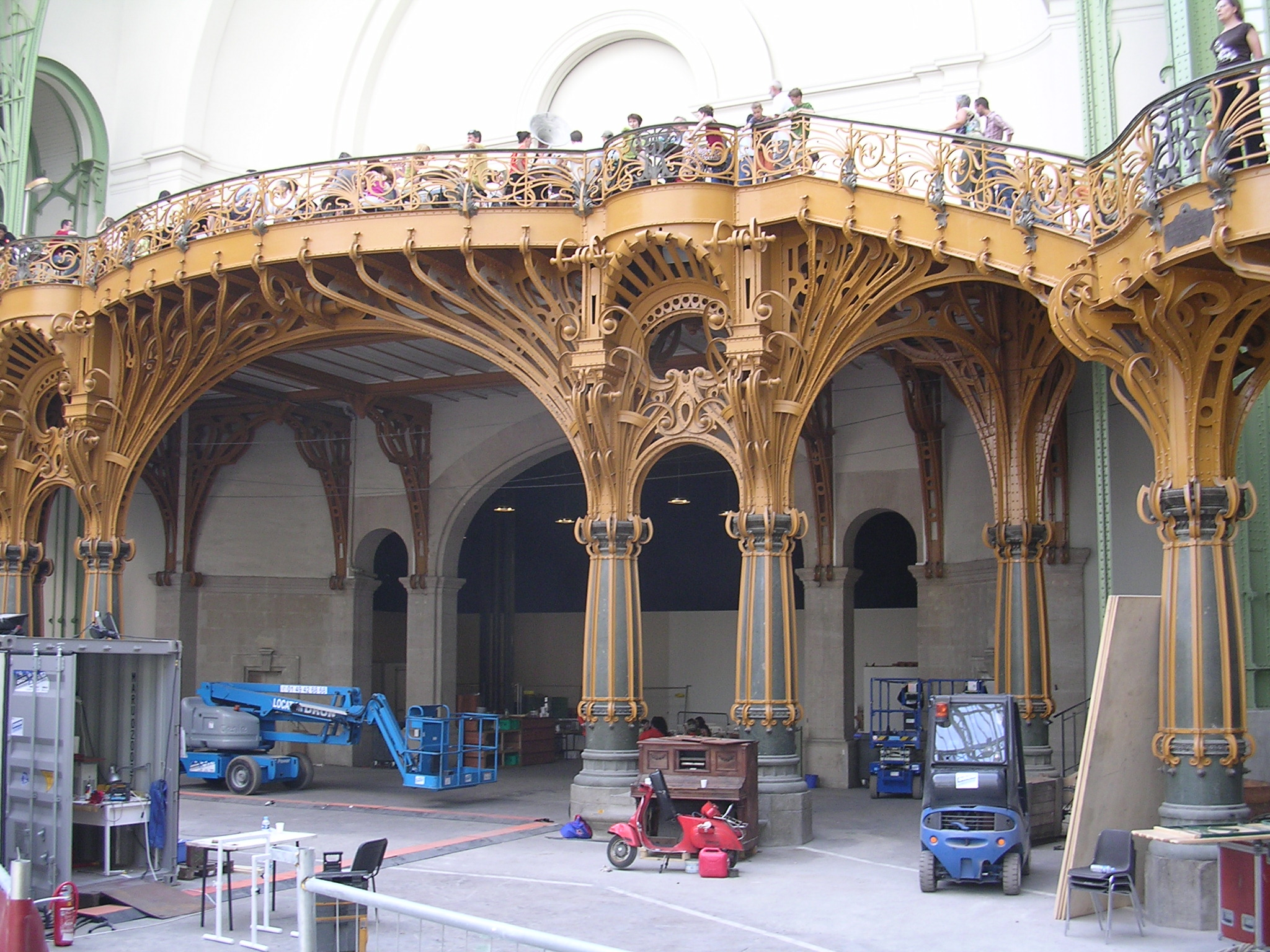
Balcon.
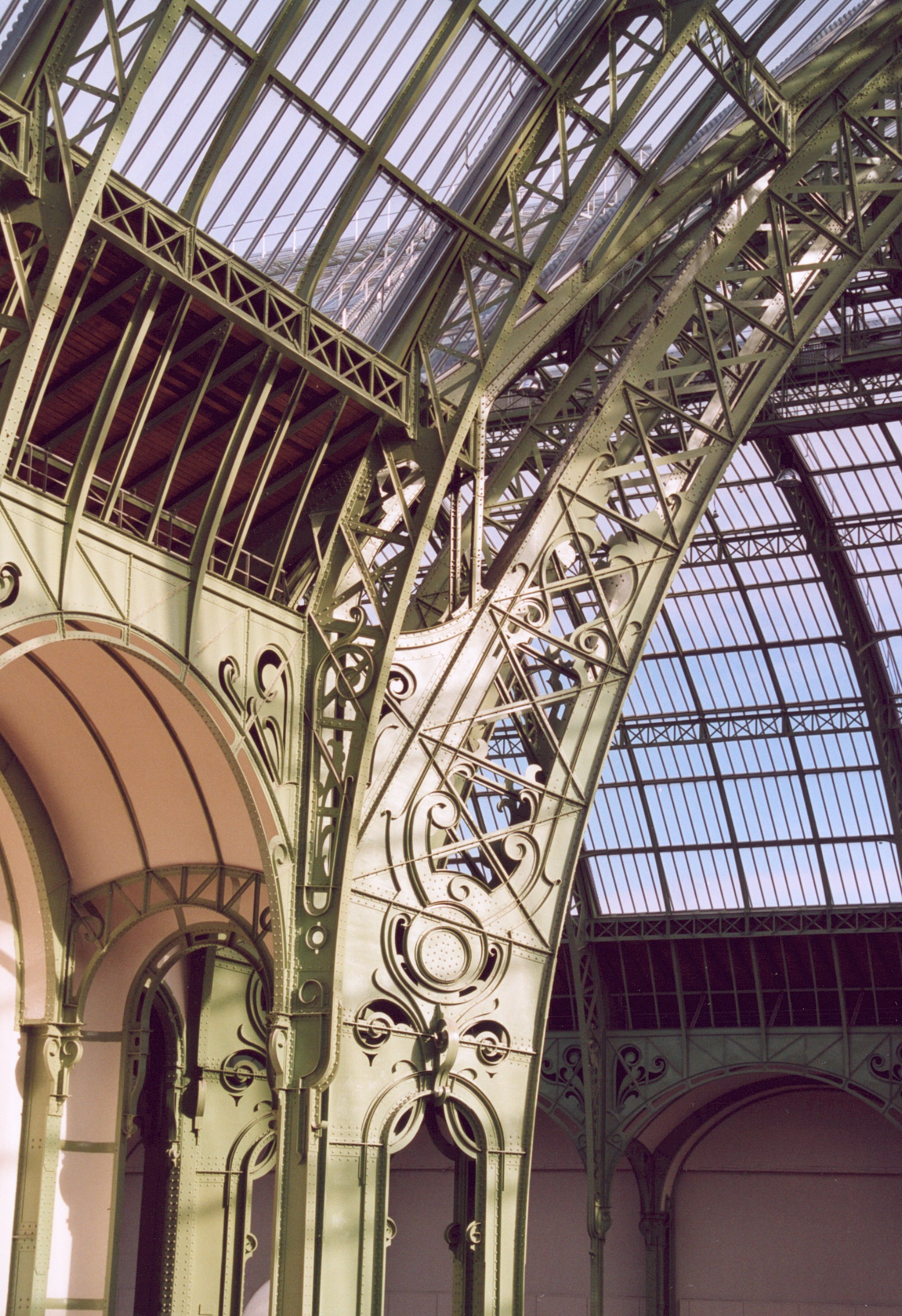
Élément de la nef.
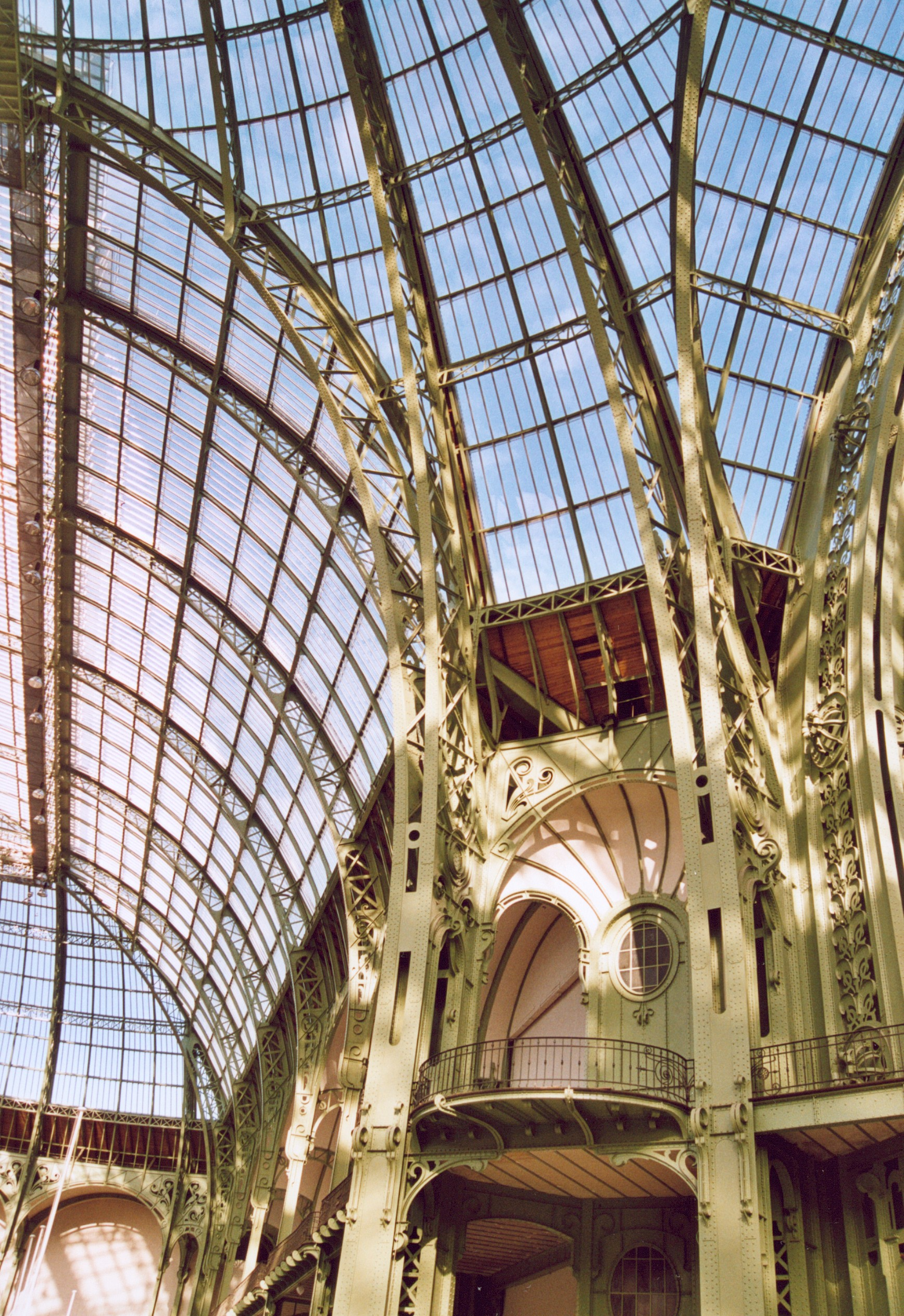
Balcons supérieurs.
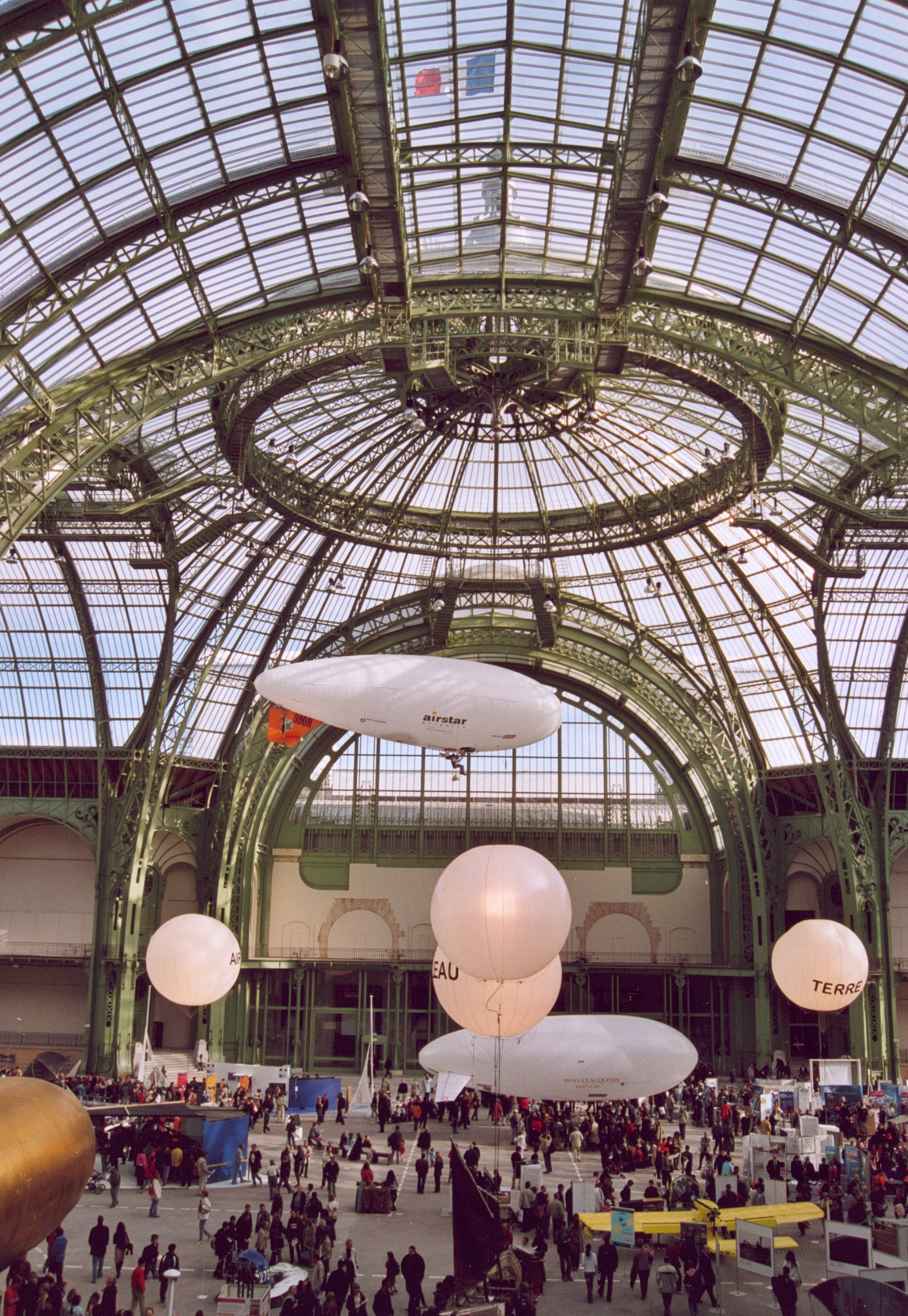
Vue de la coupole.
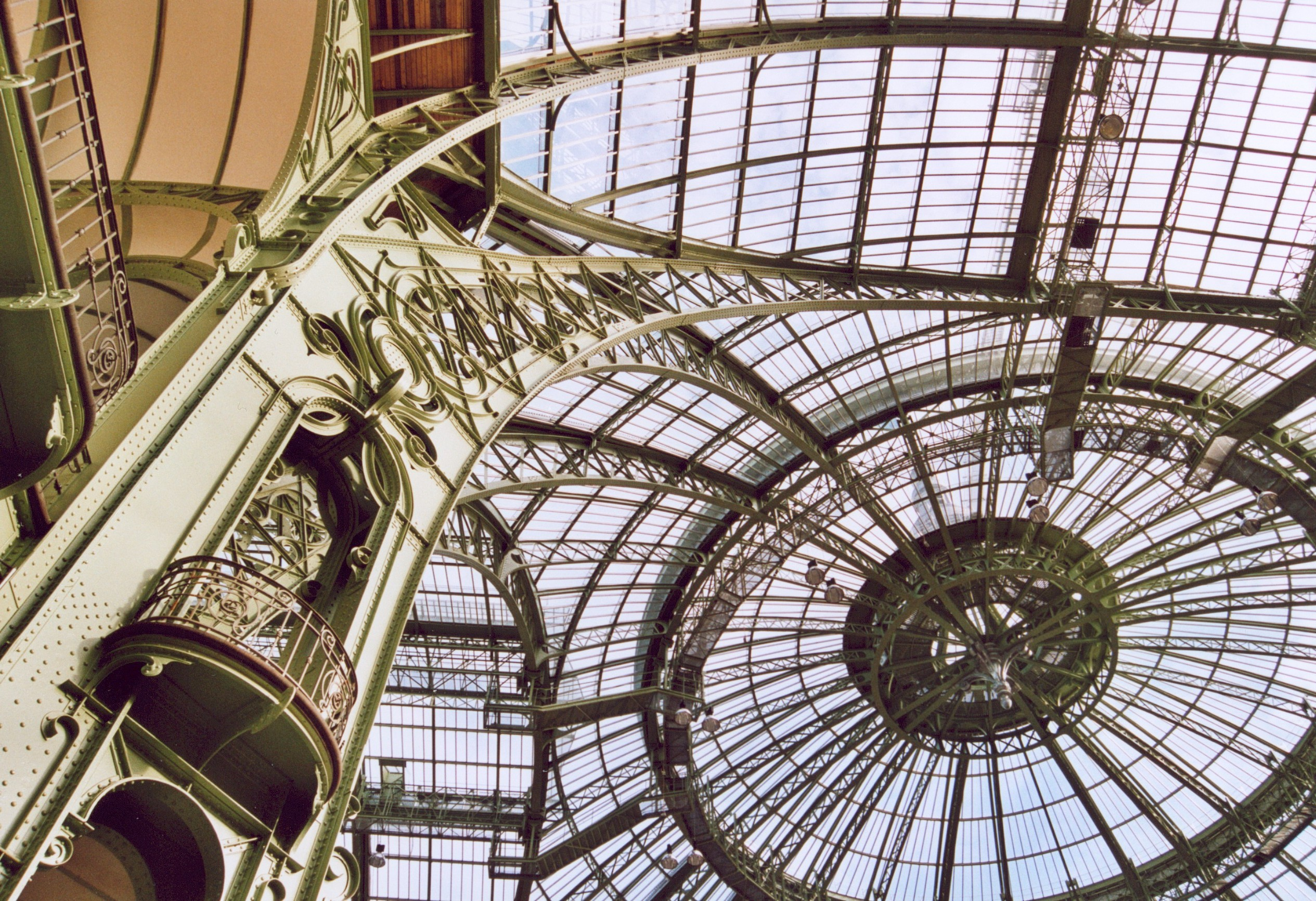
Architecture de la toiture.
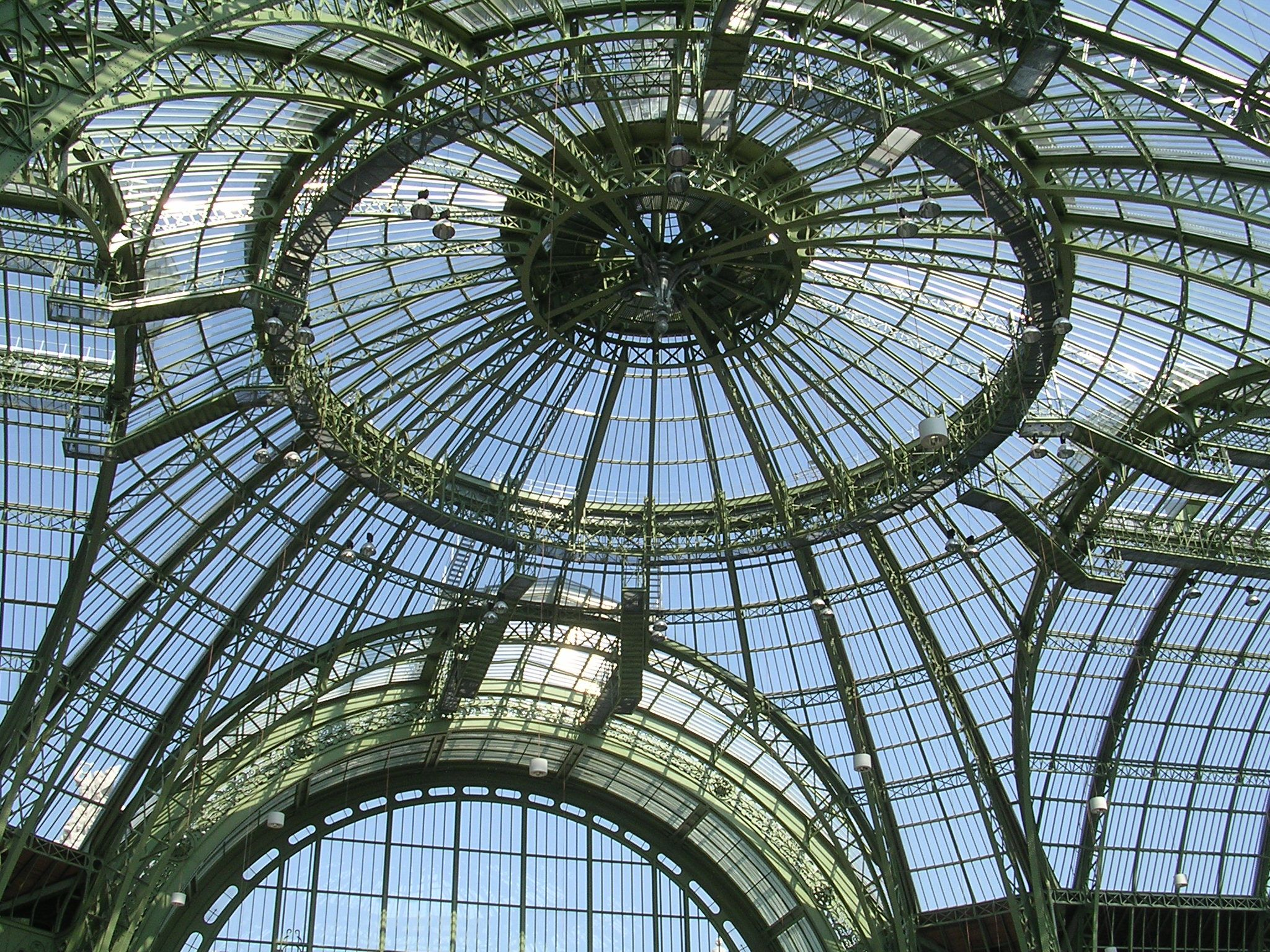
La coupole rénovée.
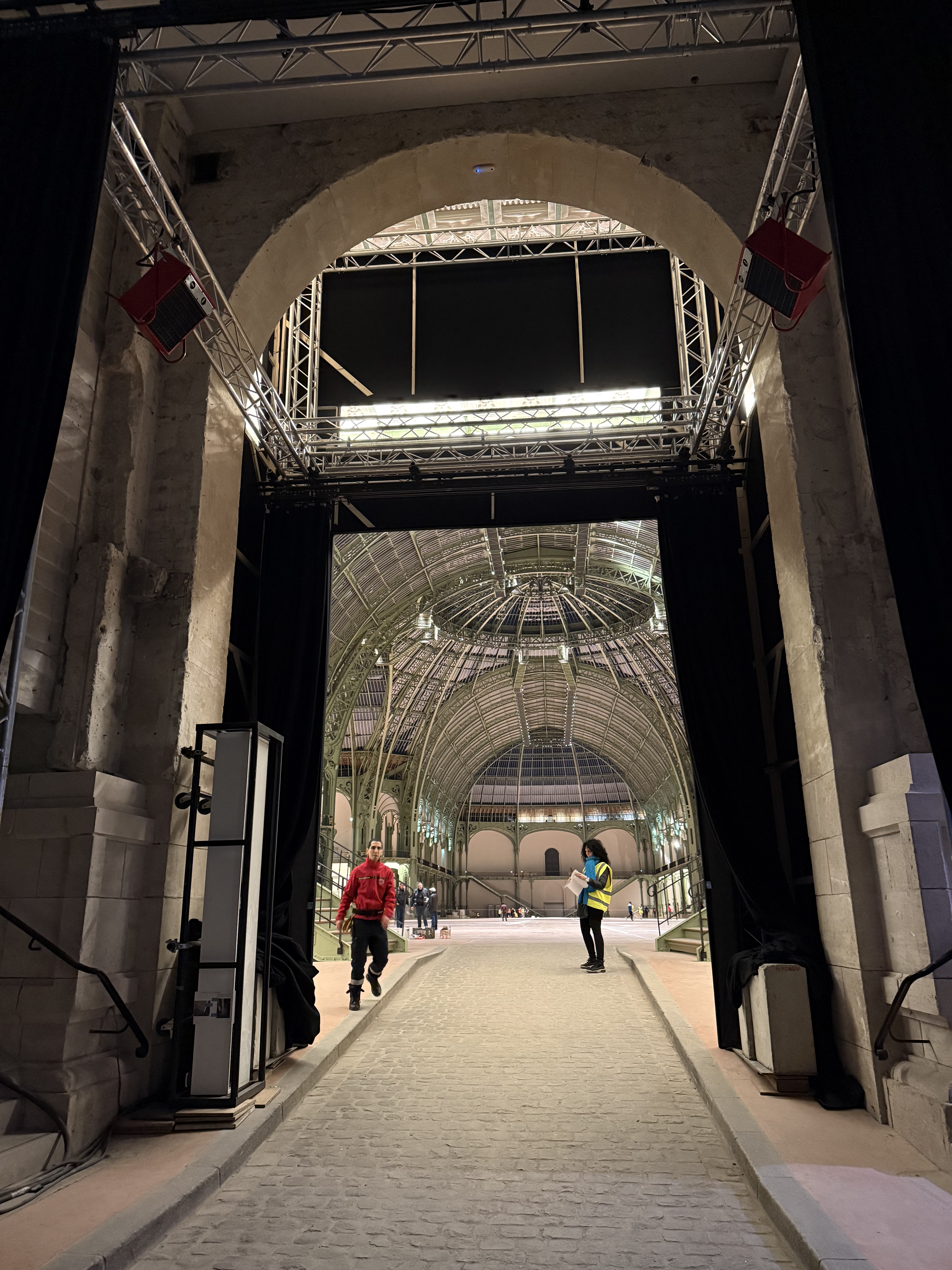
Entrée cour de la Reine.
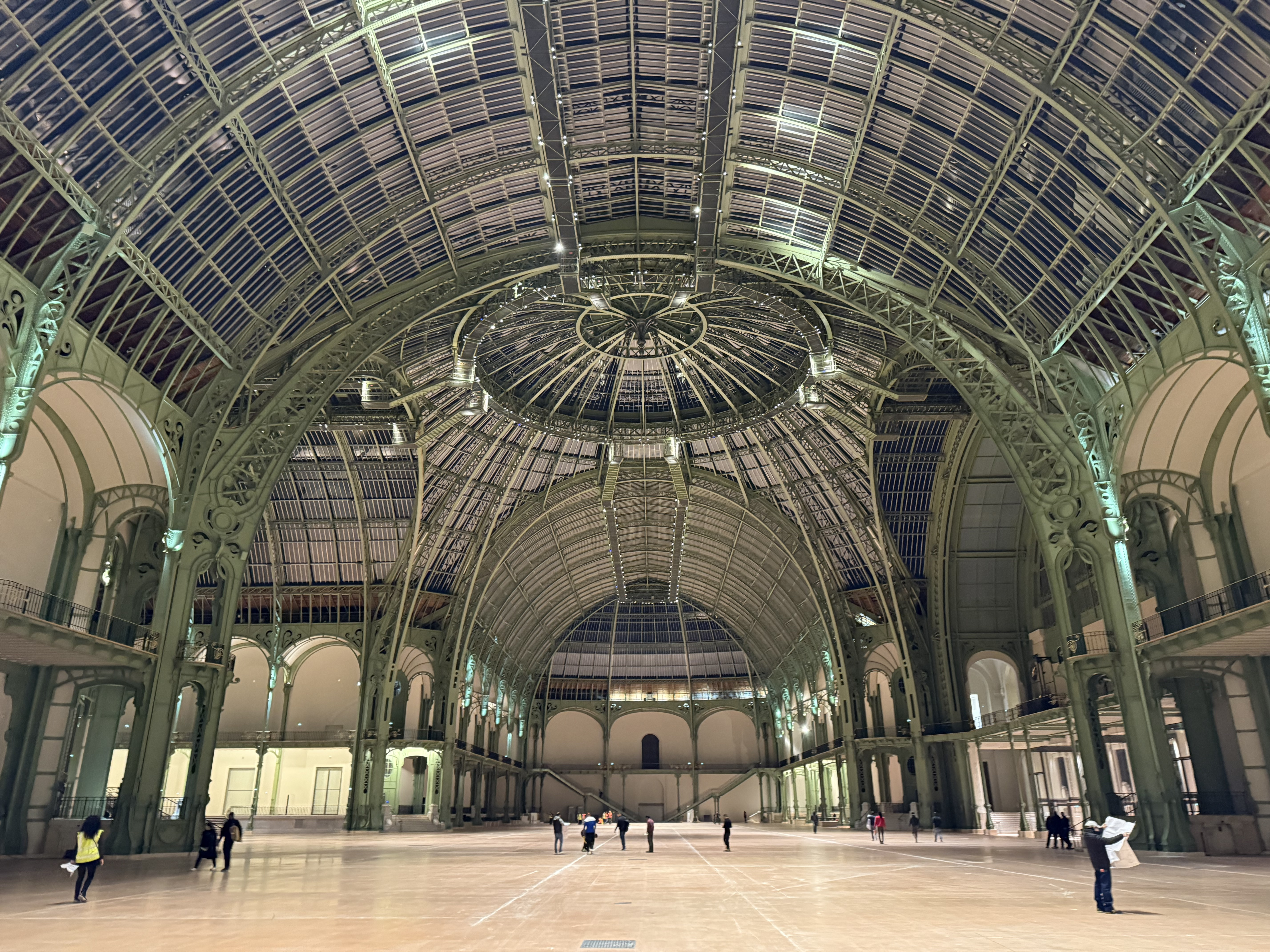
Vue vers la verrière centrale depuis le paddock.
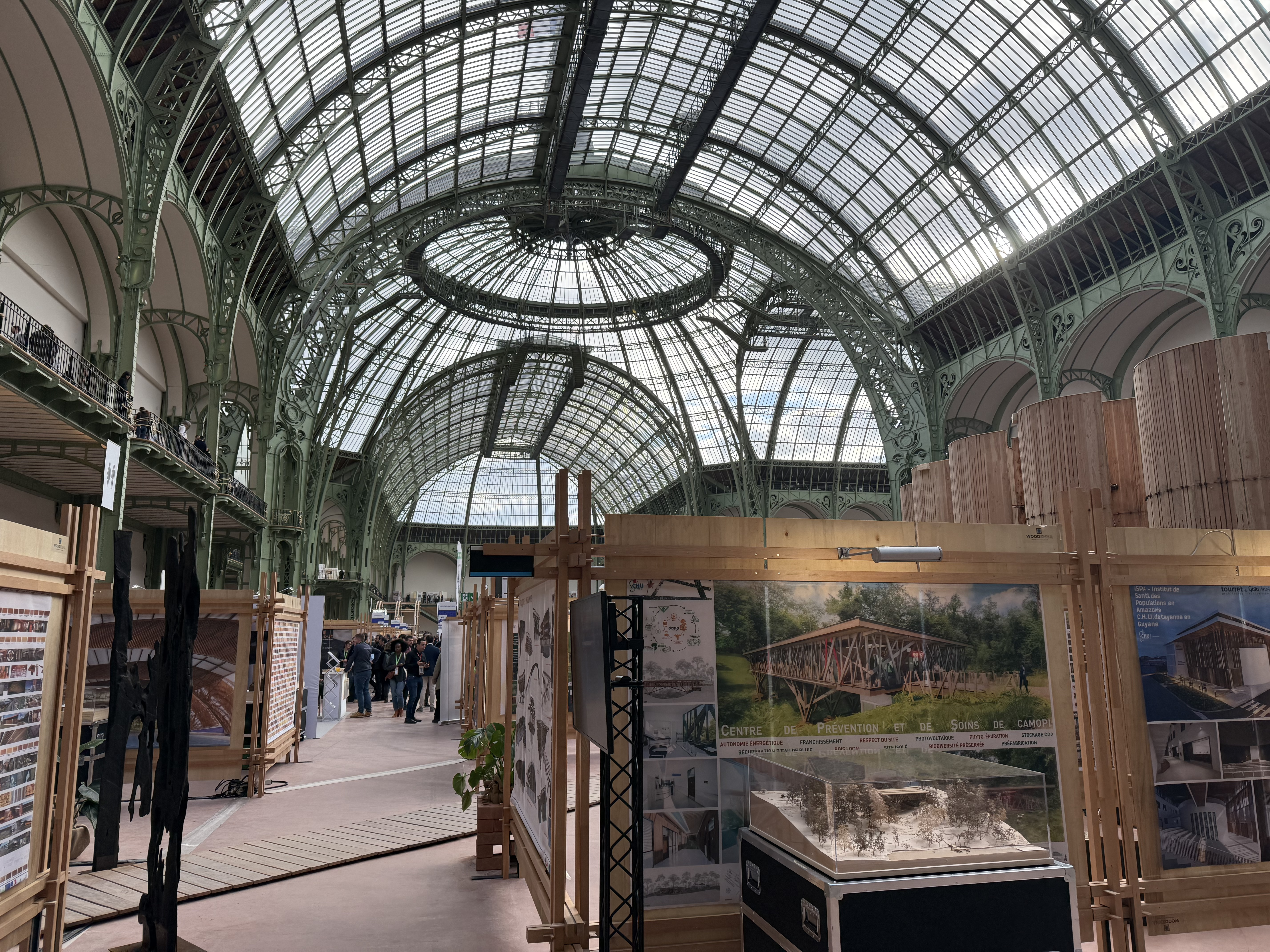
Vue depuis l'aile Nord.
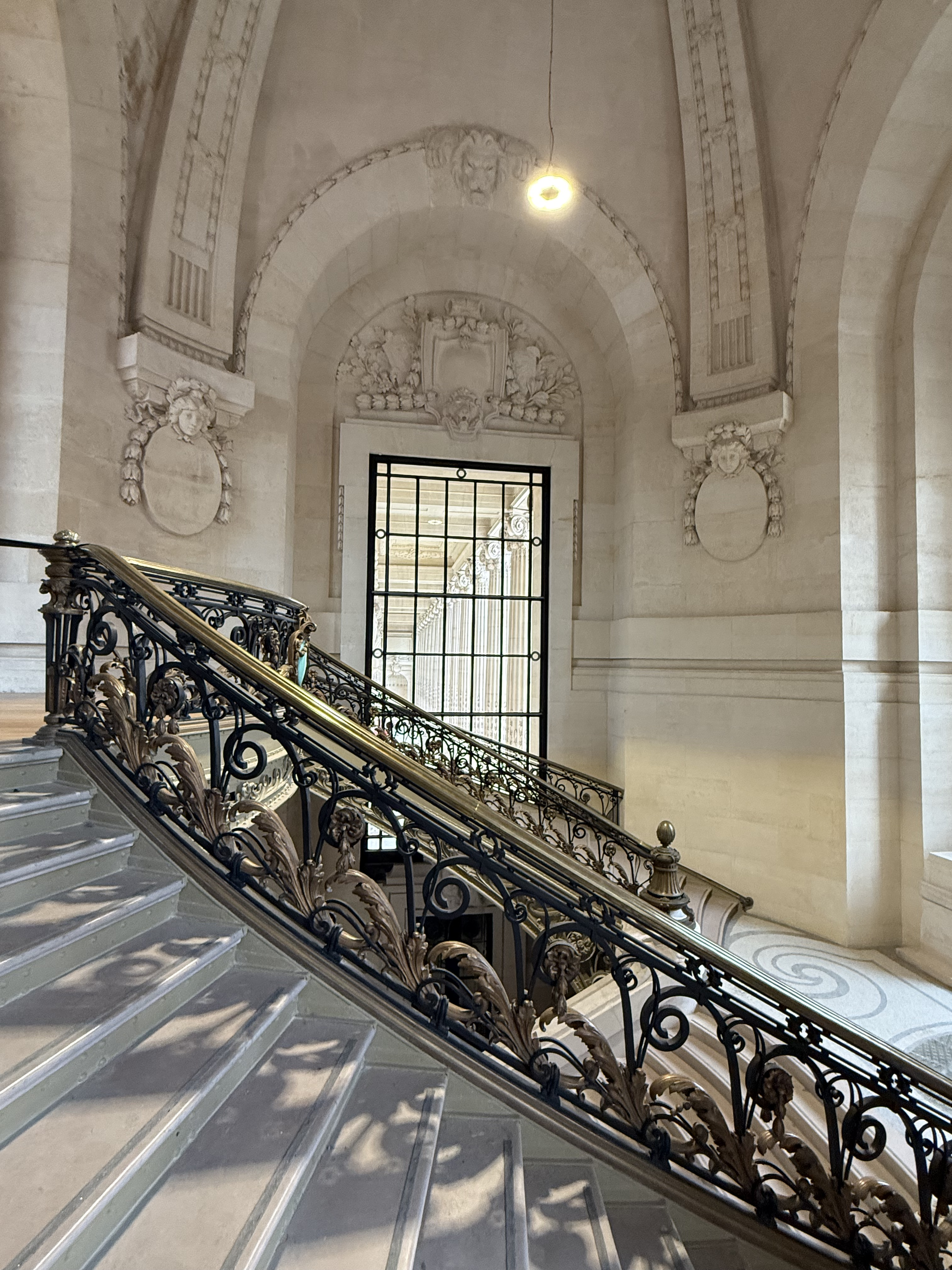
Escalier zone ouest.
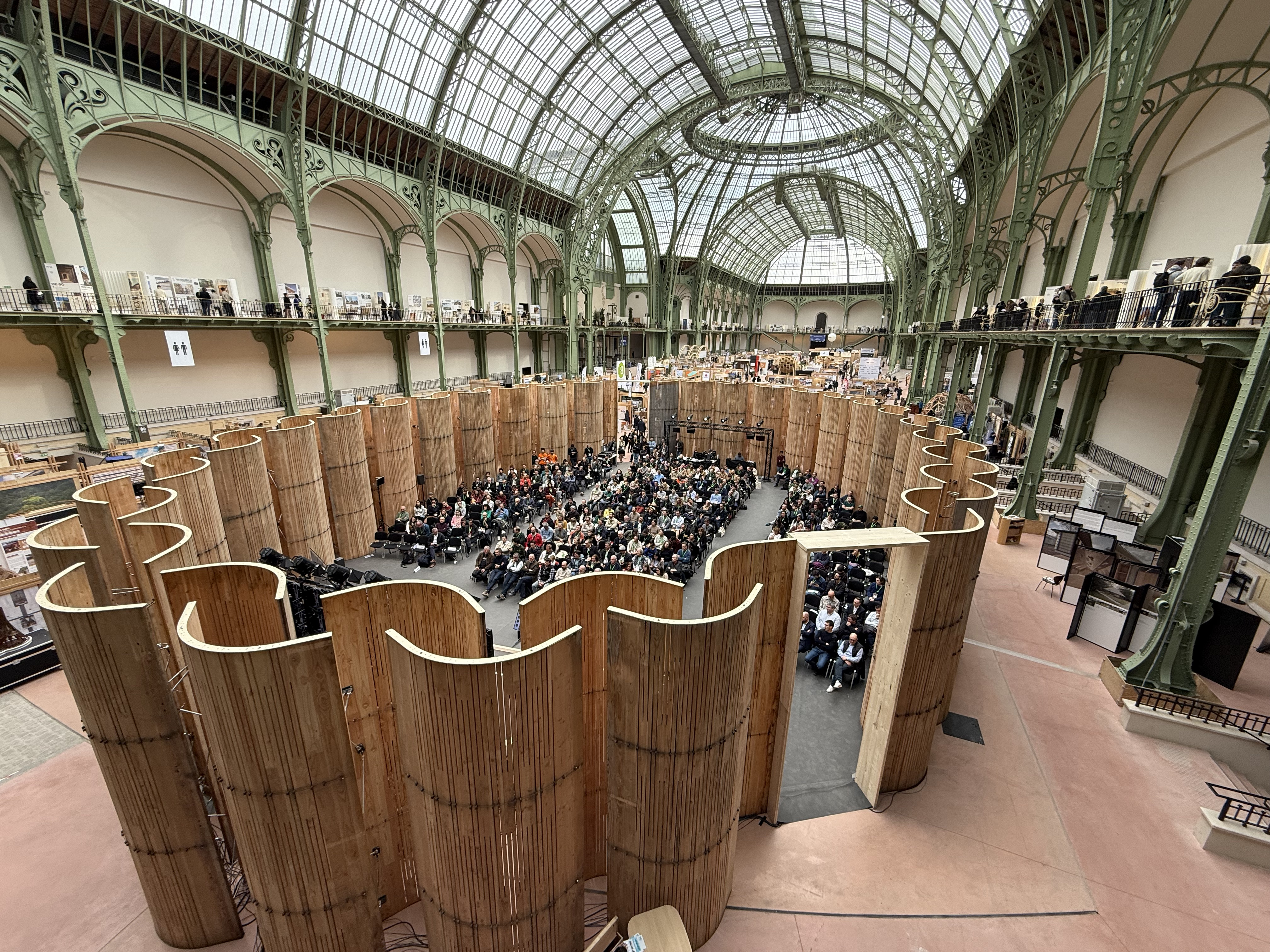
Vue depuis les escaliers.
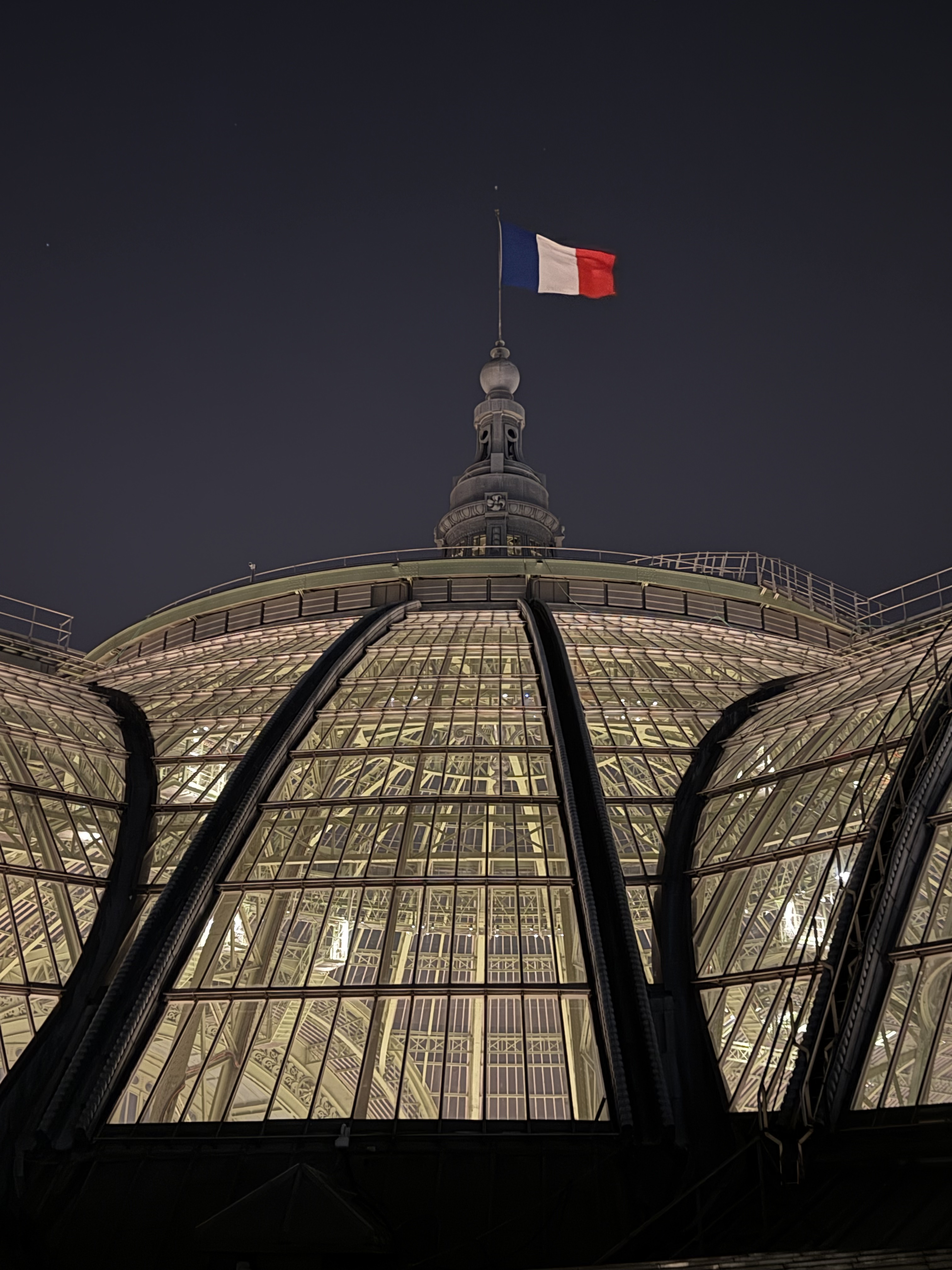
Vue de nuit.